# لنکران
لَنکَران (به تالشی: Lânkon، به ترکی آذربایجانی: Lənkəran) شهری تالش‌نشین در جنوب شرقی جمهوری آذربایجان در کرانه دریای خزر و در نزدیکی مرز ایران است. این شهر تا پیش از پیمان ترکمنچای در سال ۱۸۲۸ میلادی بخشی از خاک ایران بود.

## جغرافیا
لنکران شهری ساحلی است که از باکو پایتخت جمهوری آذربایجان ۲۶۸ کیلومتر و از شهر آستارا و مرز ایران ۴۵ کیلومتر فاصله دارد. این شهر با مزارع چای و باغ‌های مرکّبات خود شناخته می‌شود. در هنگام ورود به شهر از سمت باکو سماوری در کنار جاده جای دارد که نماد این شهر به شمار می‌آید.
ارتفاع این شهر بیست و هشت متر زیر سطح دریا است و در جلگه‌ای ساحلی به نام جلگه پست لنکران جای دارد. شهر لنکران و چند شهر بزرگ و پرجمعیت جمهوری آذربایجان از شهرستان‌های خود جدا هستند. این شهر و شهرستان لنکران از شمال با شهر ماساللی، از جنوب با شهر آستارا، از شرق با دریای کاسپین و از غرب با کوه‌های تالش و شهرهای لریک و یاردیملی همسایه است. این شهر مرکز ناحیه اقتصادی یا استان لنکران است. بر پایه واژه‌نامه دهخدا لنکران نام شهری در ساحل خزر به مشرق طالش نزدیک سالیان که سابقاً جزو خاک ایران بود و امروز داخل خاک جمهوری آذربایجان می‌باشد.

## مردم

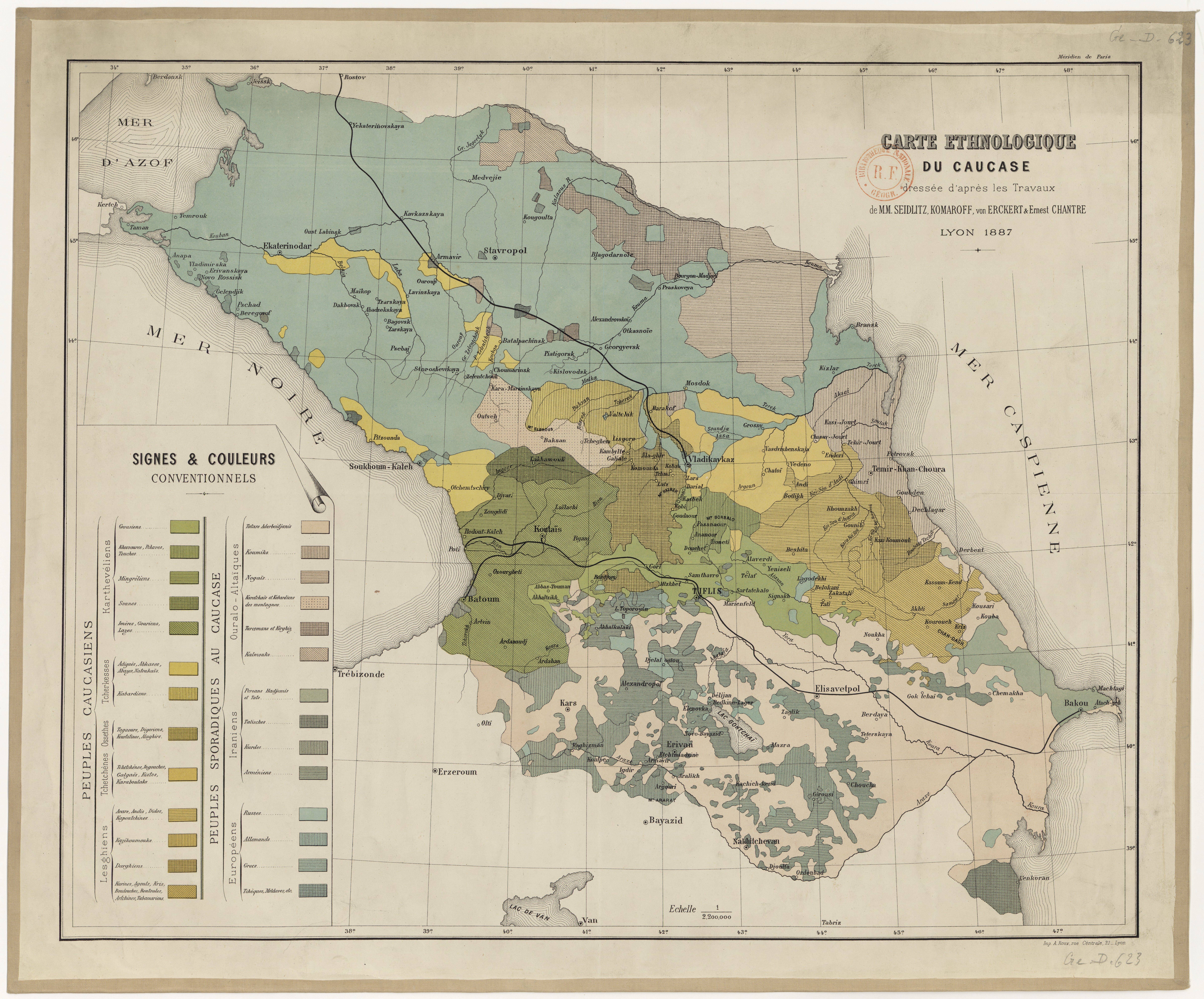
بیش‌تر مردم لنکران و جنوب شرقی جمهوری آذربایجان امروزی از قوم تالش هستند (نقشه‌ای از ۱۸۸۷ میلادی)

جمعیت شهرستان لنکران در سال ۲۰۲۰ برابر با ۲۳۰٬۰۰۵ نفر بوده‌است که حدود ۵۲٬۹۵۲ نفر آن در شهر لنکران و بقیه در قصبه‌ها و روستاهای پیرامون آن ساکن هستند. بیشتر مردم لنکران از قوم ایرانی‌تبار تالش هستند و به زبان‌های تالشی (با لهجهٔ لنکرانی) و ترکی آذربایجانی سخن می‌گویند؛ همچنین این شهر به‌عنوان بزرگ‌ترین شهر تالش‌نشین جهان هم به‌شمار می‌آید.
لنکران دارای بزرگ‌ترین جامعهٔ تالش‌تبار در کشور جمهوری آذربایجان است.
بر اساس سرشماری سال ۲۰۱۴ میلادی تالش‌ها ۸۰٫۵۴٪ (۱۸۱٬۴۵۰)، آذربایجانی‌ها ۱۹٫۵۴٪ (۴۴٬۳۲۰)، روس‌ها ۰٫۱۹٪ (۲۸۱)، اوکراینی‌ها ۰٫۰۲٪ (۲۲)، ترک‌ها ۰٫۰۱٪ (۱۷)، کردها ۰٫۰۱٪ (۱۴)، تاتارها ۰٫۰۱٪ (۱۳)، لِزگی‌ها ۰٫۰۱٪ (۱۰) ، گیلک ها  ۰٫۰۲٪ (۲۷) جمعیت رایون (شهرستان) لنکران را تشکیل می‌دهند.

## دین
بیشتر مردم این شهر پیرو دین اسلام و مذهب شیعه هستند. جمهوری آذربایجان پس از ایران بیشترین درصد جمعیت شیعه مذهب را در جهان دارا است. بزرگ‌ترین مساجد این شهر شامل مسجد کیچیک بازار (بازار کوچک) و مسجد بویوک بازار (بازار بزرگ) است.
همچنین شماری از اهل سنت در لنکران و دیگر آبادی‌های تالش شمالی زندگی می‌کنند.

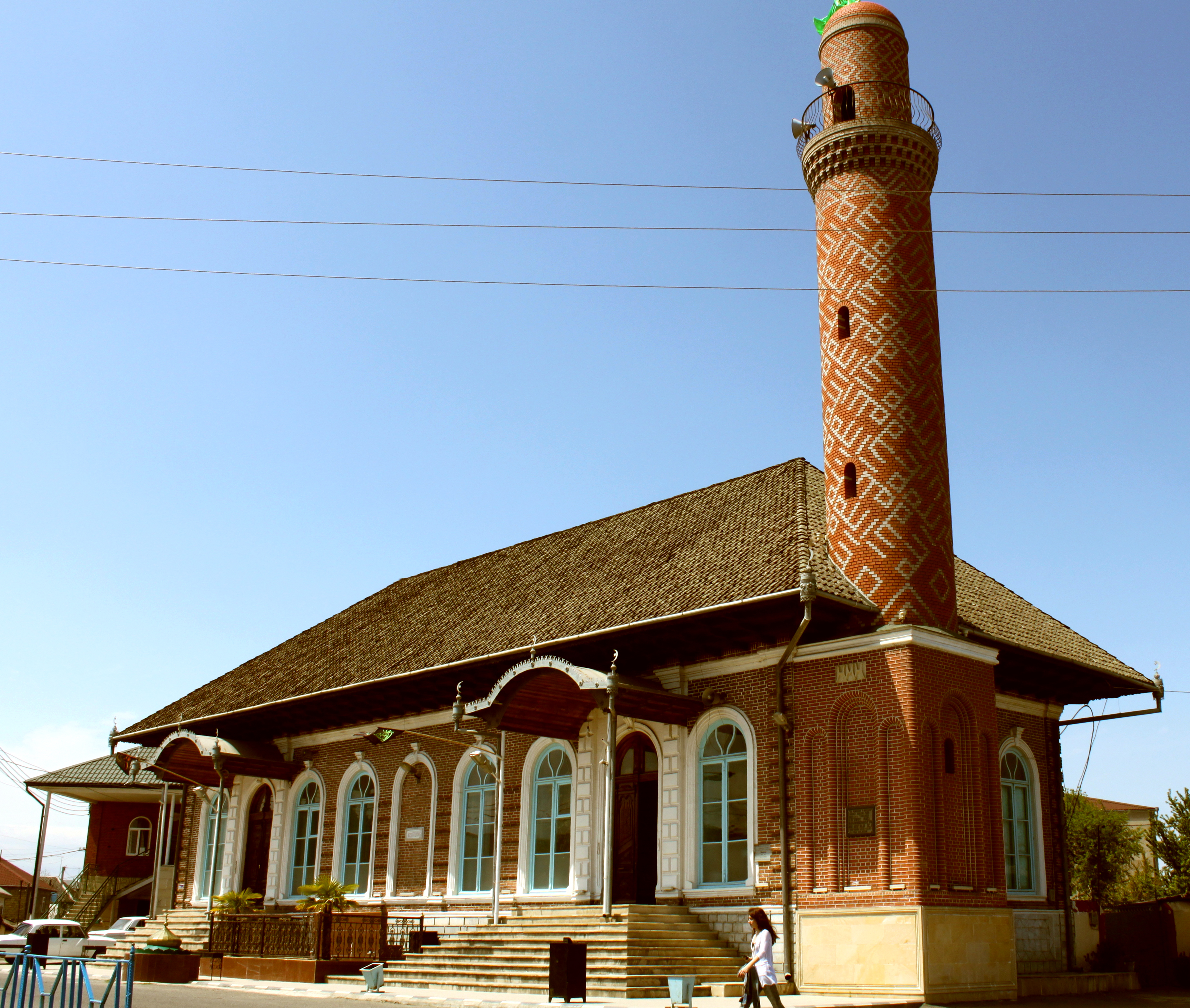
مسجد بازار کوچک

## ریشه واژه
نام لنکران از دو واژه تالشی لَن (به معنی نی) و کران (به معنی خانه‌ها، آبادی) تشکیل شده و به معنای «نی‌آباد» است. علت نامگذاری آن وجود گیاهان نیشکر در مرداب‌های پیرامون این شهر است. پسوند کران (از واژه که به‌معنی خانه و اُن به‌عنوان نشانه جمع و در مجموع به‌معنی خانه‌ها یا آبادی) در نام شماری از آبادی‌های دیگر منطقه تالش نیز به‌کار رفته‌است از جمله سیهه‌کران (به معنی آبادی سنگ‌ها)، اوجاکران (آبادی با فضا و نمای باز)، ترک‌کران (آبادی ترک‌ها)، شیخ‌کران (آبادی شیخ‌ها)، صیدکران (آبادی سیّدها)، سیله‌کران (آبادی سیل‌خیز)، آسخانه‌کران (آبادی آهنگران) و غیره.
واژه لنکران را اما برخی دگرگون‌شده واژه فارسی لنگرکَنان (محل برکشیدن لنگر از آب) دانسته‌اند و در متون قدیمی‌تر از جمله نوشته‌های عباس‌قلی آقا باکیخانف، نویسنده و تاریخ‌نگار نامدار در کتاب گلستان ارم (۱۸۴۱ میلادی) و اخبارنامه میرزا احمد فرزند خداوردی (۱۸۸۲ میلادی) و همچنین در سده هفدهم میلادی در یادداشت‌های سفر ایشتوان کاکاش دیپلمات مجارستانی به ایران و نقشه‌های آدام اولئاریوس جهانگرد و پژوهشگر آلمانی نام این شهر را به صورت لنگرکنان یا لنگ‌گوران هم می‌نوشتند.
گروهی نیز کَران را برگرفته از واژه فارسی کَران به معنی مرز و انتها می‌دانند و لَن را به عنوان اشاره‌ای به اقوام و تبار کادوس یا کاسپی برمی‌شمارند. همچنین برخی نام آن را برگرفته از نام آلان‌ها (ایرانی تباران ساکن قفقاز) می‌دانند.

## نام تالش
از لنکران همیشه به عنوان یکی از آبادی های سرزمین تالش نام برده شده است. در اسناد و منابع پیش از اسلام واژه تالش دیده نشده است. برخی از پژوهشگران، تالش را با قوم «کادوس» که از آن بارها در منابع یونان و روم باستان یاد شده است، یکی می‌دانند.
در منابع سده‌های نخست هجری از این قوم با نام «طیلسان» یاد کرده‌اند. یاقوت ذیل مادهٔ طیلسان، به نقل از اصمعی می‌گوید که طیلسان با تالشان یکی است.
واژهٔ طیلسان ظاهراً از اواسط سدهٔ ۷ق متروک، و به‌جای آن واژه «تالش» به‌تدریج وارد منابع تاریخی و جغرافیایی ایران شد. نام طیلسان معرّب واژه تالشان (طالشان) می‌باشد.
سرزمین بَبَر در اواخر دوره ساسانی و اوایل دوره اسلامی، میان گیلان و تالش از یک سو و تالش و دیلم از سوی دیگر قرار داشت. نیز آن را نزدیک دیلم، گیلان، تالش و مغان آورده‌اند. سرزمین بَبَر محدوده‌ی خلخال و منطقه مرزی تالش و گیلان را شامل می‌شود.
برخی واژه «تالش» را برگرفته از طَیلَسان به معنی روپوش بلند پشمی می‎دانند و بر این باورند که مردم تالش را به دلیل جامه‌شان این چنین نامیده‌اند. طَیلَسان معرَّب تالسان، نوعی از ردا که مردم بر دوش اندازند.
به نظر می‎رسد واژه «تالش» که تالشان آن را تِوِلِـش یا تِـوِلیش تلفظ می‎کنند، از واژه‌ی «تول» و «تِـوِل» به معنی «گِـل» گرفته شده است. مارسل ‎بازن فرانسوی می‎گوید: «واژه تالش که خود آن را تالیش یا تِـوِلِش تلفظ می‎کنند، هم برای نامیدن دامنه خاوری رشته‌کوه و هم مردمانی به همین نام به کار می‎رود».
واژه تُول (tūl) و تِوِل (tevel) در زبان تالشی به معنی گِل می‌باشد و در زبان مازندرانی واژه تیل (til) به معنای گِل می‌باشد و در زبان گیلکی نیز واژگان تیول (tül)، تیل (til) و تول (tul) به‌معنای گِل/گل‌آلود هستند. واژه طیلسان معرّب واژه تالشان و تولشان می‌باشد.
محمد معین با ارجاع به کسروی می‎نویسد: «تالش به قول برخی مبدَّل و محرَّف «کادوس» است و آن قومی بود که در زمان باستان بس انبوه بودند و در کوهستان شمال‌غربی ایران جایگاه داشتند و چون بارها به گردنکشی برخاستند و با پادشاهان هخامنشی از در نافرمانی درآمدند از اینجا نام ایشان در تاریخ آمده و امروز مترجمان «کادوش» را که تلفظ درست آن است، «کادوس» نویسند. جایگاهی که برای «کادوشان» در تاریخ یاد کرده‌اند امروز منطبق با جایگاه تالشان می‌باشد.»
احمد کسروی بر این باور است که بی‌گمان تالشان امروزی فرزندان و بازماندگان همان کادوس‌ها می‌باشند و واژه «تالش» از «کادوس» است. او می‌گوید: نخست باید دانست که رویه درست و ایرانی نام کادوس، کادوش یا کادِش می‌بوده که گادوش یا گادش نیز می‌گفته‌اند؛ چرا که می‌دانیم که یونانیان همچون تازیان واژه‌هایی را که می‌گرفتند، دیگر می‌گردانیده‌اند و از جمله «ش» ها را در آخر نام‌ها «س» می‌کردند؛ همچون کاسی که اصل آن کاشی است.

## تاریخ

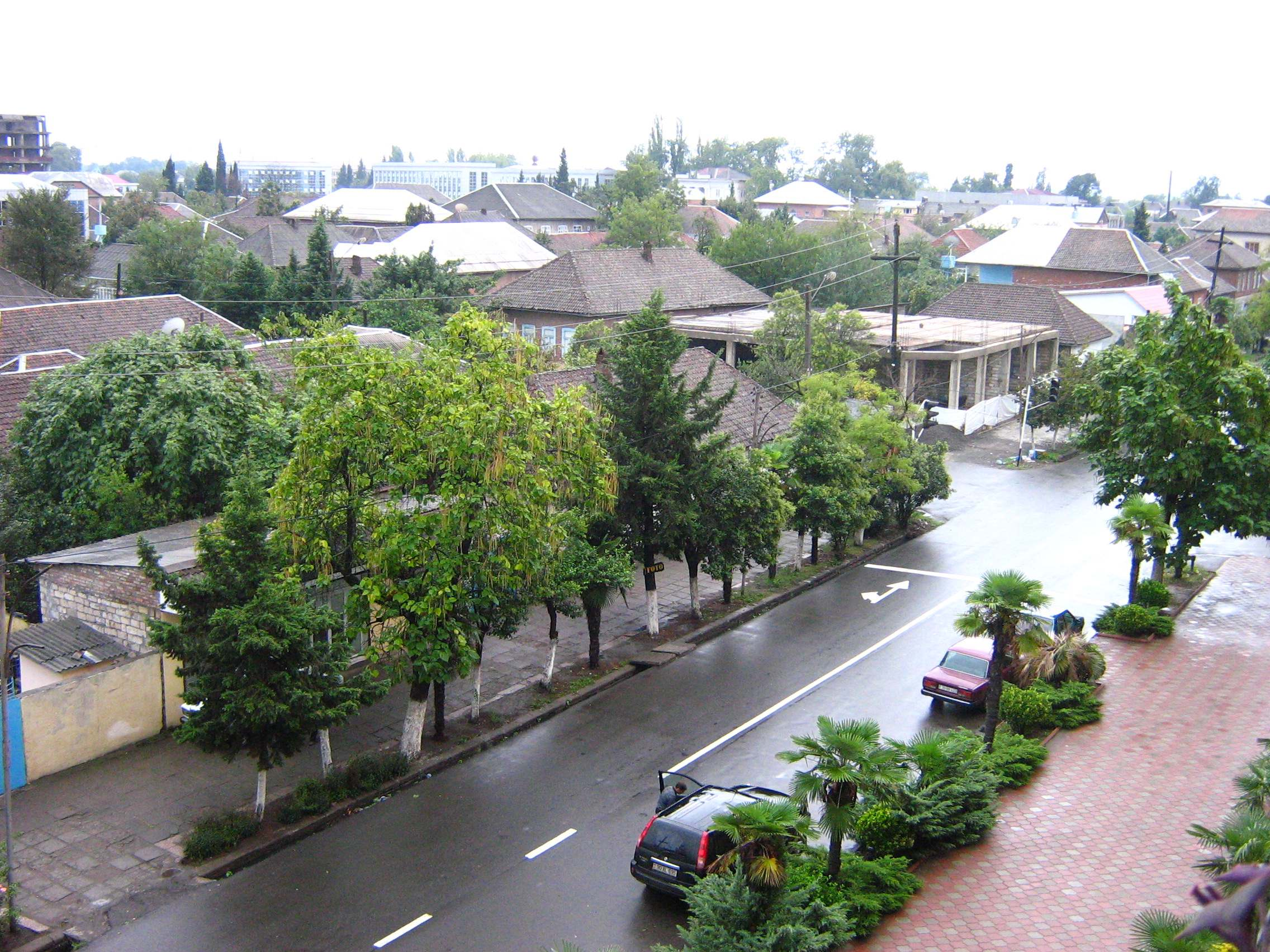
خیابانی در لنکران

### دوران باستان
این شهر بر روی یک مرداب در راستای رودخانه‌ای با نام لنکران‌چای ساخته شده‌است. بازمانده‌هایی از شهرک‌های انسانی مربوط به دوران نوسنگی و همچنین ویرانه‌هایی از سده‌های میانی، برنز و آهن هم در این شهر و پیرامون آن وجود دارد. جایگاه جغرافیایی مطلوب در کنار دریای کاسپین، روابط بازرگانی و فرهنگی با کشورهای پیرامون و قرارگیری در مسیرهای اصلی کاروان‌های بازرگانی که غرب و شرق را به هم پیوند می‌داد، به پیشرفت و رونق آن کمک کرد.

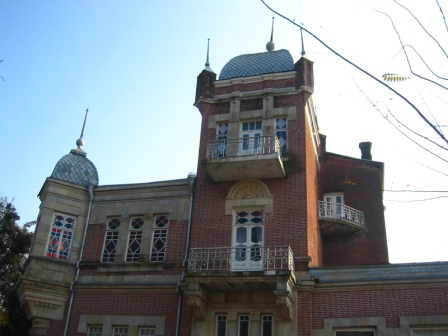
سرای خان لنکران

### صفویه
بنای شهر امروزی لنکران به سده ۱۶ میلادی برمی‌گردد. این شهر مدت‌ها پایتخت و مرکز حکومت خانات تالش بود. در سال ۱۷۳۶ میلادی، نادرشاه پس از سرنگون کردن بازمانده حکومت صفوی شخصی به نام سید عباس که نماینده شاخه جانبی صفویان بود را به عنوان فرمانروای تالش به رسمیت شناخت. به دستور نادرشاه او خان و والی سراسر مناطق تالش اعلام شد. این رخداد در تاریخ‌نگاری خانات تالش به عنوان آغاز فرمانروایی سید عباس و تشکیل حکومت خانات تالش پنداشته می‌شود. پس از او قره‌خان بر مسند حکومت نشست. در آغاز مرکز این خانات شهر آستارا بود که پیش‌تر مرکز حکومت اسپهبدان گیلان نیز به شمار می‌رفت. پس از مدتی پایتخت این خانات به لنکران که در آن زمان یک آبادی کوچک بود جابه‌جا شد. در این دوره، لنکران به یک شهر بندری مهم در کرانه‌های دریای کاسپین تبدیل شد. چندین کارگاه صنعتی کاشی‌سازی، آجرپزی، شمشیرسازی و قایق‌سازی به‌همراه کاروانسرا، گرمابه، بندر تجاری و مراکز بازرگانی در این شهر ساخته شد. همچنین شکار، ماهی‌گیری، زنبورداری، دامداری، دامپروری و پرورش کرم ابریشم رونق فراوانی گرفت و این شهر روابط بازرگانی خود با دیگر شهرهای ایران و  دیگر مناطق از جمله عثمانی، روسیه، آسیای میانه، چین، هند و سایر کشورها برقرار کرد. این روابط منجر به گسترش آبادانی، صنعت، آموزش و بهداشت این شهر شد. این شهر پس از مدتی به تولیدکننده نیشکر، کتان، ابریشم، ماهی، برنج، میوه و سبزیجات تبدیل شد. بیش‌تر این محصولات در سده‌های ۱۸ و ۱۹ میلادی به روسیه فرستاده می‌شد.

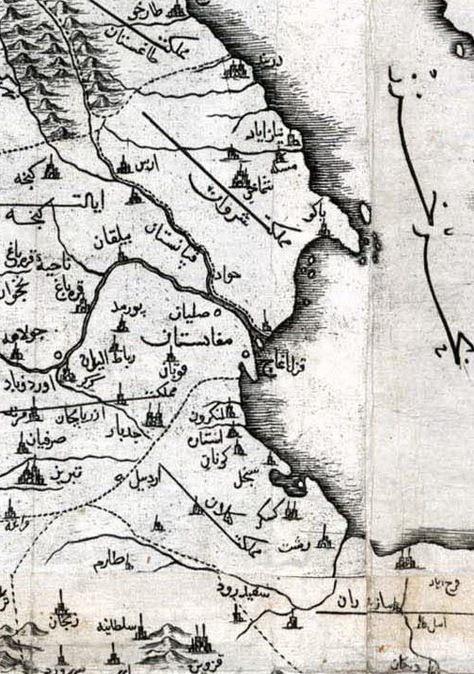
نقشهٔ ممالک ایران از ابراهیم متفرقه در سال ۱۷۲۹ - در این نقشه از شهرهای آستارا و لنکران به عنوان بخشی از ناحیه گیلان یاد شده است.

### افشاریه، زندیه و قاجاریه
حکومت خانات تالش با مرگ نادرشاه افشار (۱۷۳۶–۱۷۴۷)، از دهه ۱۷۲۰ در دوران آشفتگی تاریخ ایران تا سال ۱۸۲۸ میلادی، تحت سلطه دودمان‌های زندیه و قاجاریه ایران قرار داشت. در نیمه نخست سده هجدهم میلادی، روس‌ها برای چندین سال طی جنگ‌های ایران و روسیه بر آن حکومت کردند. این شهر در سال ۱۷۳۲ میلادی با پیمان رشت به خاک ایران بازگشت. نخستین حکمران تالش میرجمال‌الدین بیگ (قراخان)، از سادات لنکران بود که نسب او به زید بن علی می‌رسید. میر جمال‌الدین در جنگ با لزگی‌ها در داغستان (۱۱۵۳–۱۱۵۴ خورشیدی) همراه نادرشاه بود. نادرشاه او را به سبب تیره بودن چهره‌اش قراخان لقب داده بود. نادر پس از سرکوب مردم تالش که به علت به علت فشارهای مالیاتی قیام کرده بودند، میر جمال‌الدین تالش را به حکومت آن منطقه گماشت. بعدها قره‌بیگ‌خان ضمن پیروی از جانشینان نادر و حتی کریم خان زند، توانست بر مدعیان محلی فائق‌آید و حکومت خود را در آن ناحیه تثبیت کند. میر جمال‌الدین خان پس از کشته شدن نادرشاه و در هنگامه جنگ‌های مدعیان پادشاهی ایران، مناطق دیگری را بر قلمرو خود افزود و بخش بزرگی از سرزمین تالش را تصرف کرد. جانشینان کریم خان زند نتوانستند حضور خود را در تالش حفظ کنند و این سرزمین در دوره آنان با تاخت و تاز مدعیان غیر تالش رو به رو بود که بر سر کسب قدرت با یکدیگر در ستیز بودند. قراخان برای مقابله با این مدعیان به روسیه تزاری متوسل شد.
پس از درگذشت قراخان در ۱۲۰۱، فرزند بزرگش، میر مصطفی خان، حاکم تالش شد. نخستین سال‌های حکومت میر مصطفی خان مصادف با به قدرت رسیدن آغامحمدخان قاجار بود. آقامحمدخان که در صدد سرکوب قیام‌های اقوام در گوشه و کنار کشور بود، با فرستادن نامه‌هایی به خانات نواحی مختلف قفقاز و تالش از آن‌ها خواست که از حکومت مرکزی پیروی کنند. میر مصطفی خان به پشت‌گرمی روسیه پاسخ منفی به نامه آغامحمدخان داد و در ۱۲۰۹ خورشیدی هنگامی که آغامحمدخان قصد تصرف گرجستان را داشت، بر ضد نیروهای قاجار وارد عمل شد. آغامحمدخان نیز نیروهایی را به تالش گسیل داشت و لنکران مرکز حکومت میر مصطفی خان را به تصرف درآورد. میر مصطفی خان به کوه‌های اطراف روانه شد و پس از آنکه نیروهای آغامحمدخان، لنکران را ترک کردند، به آنجا بازگشت و کوشید تا بیش از پیش قدرت و نیروهای خود را تقویت کند. میر مصطفی خان در آغاز پادشاهی الکساندر اول، نماینده‌ای به دربار روسیه فرستاد و پشتیبانی آنان را درخواست کرد. دولت روسیه که آماده پذیرش چنین درخواستی بود، نیروهایی به تالش فرستاد و میر مصطفی خان نیز آنان را در قلعه کهنه آستارا، آبادی گرمی در اوجارود و شهر لنکران جای داد.
در دوره پادشاهی فتحعلی‌شاه قاجار و با آغاز دوره نخست جنگ‌های ایران و روسیه، عباس میرزا و قائم‌مقام فراهانی کوشیدند تا با گفتگو میر مصطفی خان تالشی را از نزدیکی به روسیه بازدارند. در این زمان میر مصطفی خان تالشی گاهی به سمت ایران و گاهی به سمت روسیه تمایل پیدا می‌کرد، اما سرانجام تحت شرایط حاکم بر آن زمان و نتیجه بخش نبودن مذاکرات با نمایندگان حکومت، هیئتی از جانب خود برای پذیرش تحت‌الحمایگی به دربار روسیه گسیل داشت.
در طول جنگ‌های ایران و روس در سال ۱۸۰۴، ژنرال پیوتر کوتلیارفسکی که در جریان جنگ، نیروهای روسیه را در ناحیه قفقاز رهبری می‌کرد، چندین پیروزی در نبردها و درگیری‌های گنجه، قره‌باغ و اصلاندوز به دست آورد و طی نبردی که با نام یورش به لنکران معروف و شناخته شد دژ شهر لنکران و مقر فرماندهان لنکران را اشغال کرد و بسیاری از نیروهای ایرانی کشت و یا دستگیر کرد؛ اگرچه خود او نیز در این نبرد آسیب فراوانی دید. میر حسن خان تالش ملقب به اسبق‌المجاهدین آخرین حاکم مستقل تالش بود که پس از پدرش، میر مصطفی خان، به قدرت رسید.
پس از مرگ مرگ میر مصطفی خان در روز یک‌شنبه ۷ اوت ۱۸۱۴ میلادی (۱۶ مرداد ۱۱۹۳ خورشیدی)، روس‌ها به ناچار حکومت پسر ارشد وی، میر حسن خان را به رسمیت شناختند، اما میر حسن خان برخلاف روش پدر، با اهداف توسعه‌طلبانه روس‌ها به مخالفت برخاست.
به دنبال پیمان گلستان از سال ۱۸۱۳، منطقه تالش شمالی به روسیه تزاری واگذار شد و باعث اعتراضات فراوان مردم تالش آن منطقه شد. در پی آن درگیری‌های محلی گسترده‌ای بر ضد روس‌ها آغاز شد که تا حدود زیادی روس‌ها را به عقب راند. نیروهای روس با تازش ارتش محلی تالش به رهبری میر حسن خان تا شهر سالیان عقب‌نشینی کردند.

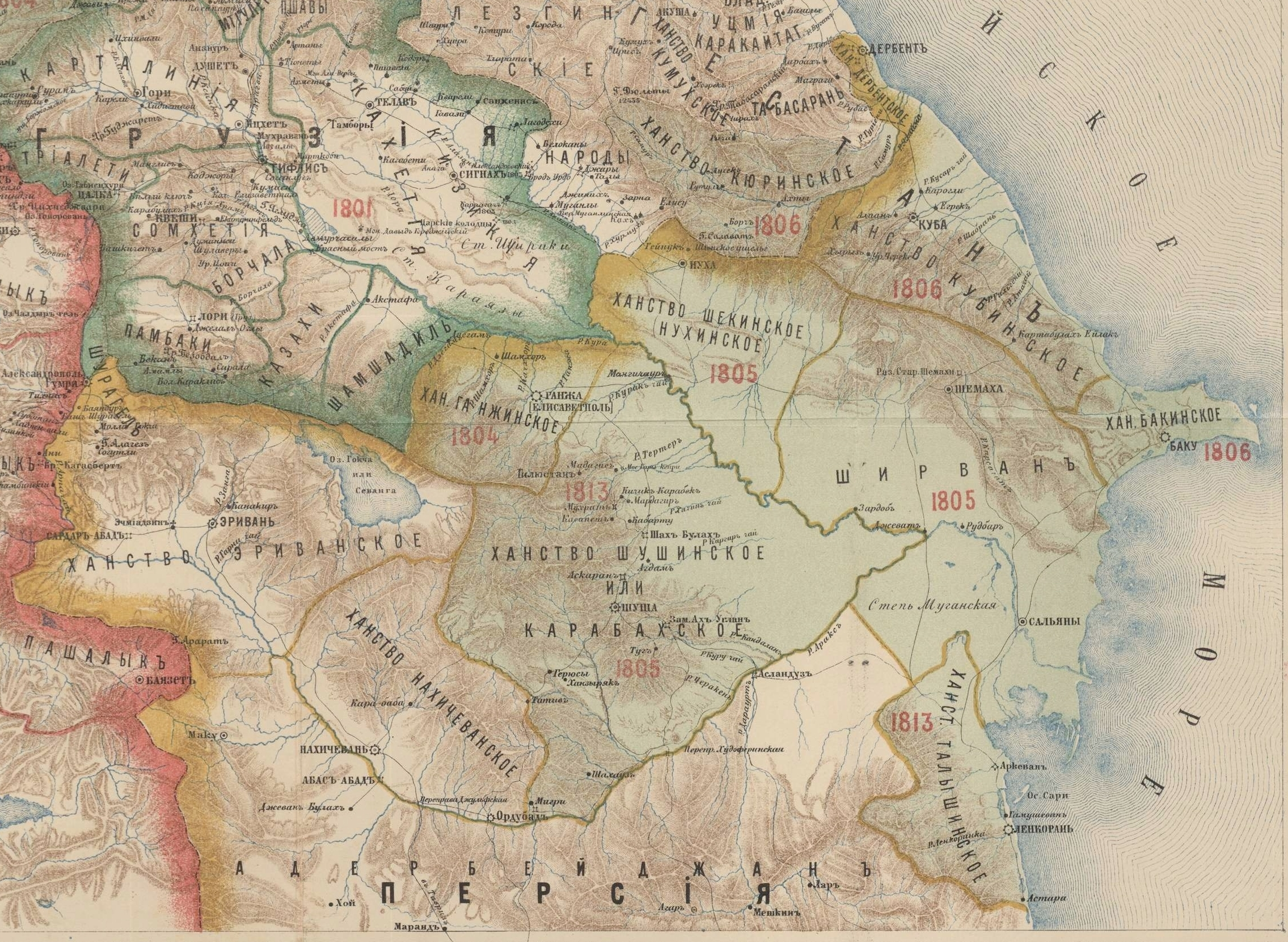
نقشه خانات قفقاز در آغاز سده نوزدهم میلادی؛ خانات تالش و شهر لنکران در گوشه پایین سمت راست دیده می‌شود.

در دوره دوم جنگ‌های ایران و روسیه با شکست نیروهای ایران در نقاط مرزی و تصرف تبریز و برخی از شهرهای ایران، مقام‌های ایرانی به پای میز مذاکره کشیده شدند و عباس میرزا در پی پافشاری پاسکویچ، فرمانده لشکریان روس، ضمن انعقاد پیمان ترکمانچای در تاریخ ۲۲ فوریه ۱۸۲۸ میلادی (۲ اسفند ۱۲۰۶ خورشیدی)، تالش شمالی را به روسیه واگذار کرد. عباس میرزا از میر حسن خان درخواست کرد تالش شمالی را به روسیه تحویل دهد و در عوض حکومت شهر اردبیل همراه با ولایت کرگانرود و اسالم و ویلکیج را دریافت کند اما میر حسن خان با رد خواسته عباس میرزا، حاضر به تخلیه تالش شمالی نشد.
سرانجام پس از کش و قوس فراوان و چند درگیری و نیز وارد شدن تلفات سنگین به نیروهای میر حسن خان در اثر هجوم نیروهای روسی با وجود آسیب‌های فراوان به نیروهای روس، نیروهای میر حسن خان در ژوئیه ۱۸۲۸ میلادی (تیر ۱۲۰۷ خورشیدی) از تالش شمالی خارج شدند. با این حال، با پیمان ترکمانچای در سال ۱۸۲۸ میلادی که پس از جنگ‌های بعدی و پایانی میان دو کشور ایران و روسیه رخ داد (۱۸۲۶–۱۸۲۸)، حکومت قاجار وادار شد که بدون هرگونه درگیری شهر را به روسیه تحویل دهد.
با امضای پیمان ترکمانچای در ۱۸۲۸ میان ایران و روسیه، لنکران از ایران و ناحیه گیلان جدا شد و به امپراتوری روسیه واگذار شد و پایانی بود بر تسلط ایران بر منطقه شمالی سرزمین تالش. در پی چندین سال جنگ شماری از مردم ساکن این ناحیه که تقریباً همگی تالش‌تبار بودند به سوی نواحی جنوبی‌تر یعنی جنوب رود آستارا و دیگر شهرهای ایران کوچ کردند و در آن‌ها ساکن شدند.
با وقوع قتل الکساندر گریبایدوف در روز چهارشنبه ۱۱ فوریه ۱۸۲۹ میلادی (۲۲ بهمن ۱۲۰۷ خورشیدی) و انتشار خبر آن، میر حسن خان، فرصت را مناسب یافته و با حضور در تالش شمالی، کوشید تا منطقه را از سلطه روس‌ها خارج کند، اما دستگیر شد و به بالا خان (حاکم کرگانرود) و سپس جهانگیر میرزا (حاکم اردبیل) تحویل داده شده و به دستور عباس میرزا در قلعه نمین زندانی شد. او پس از تحمل چند ماه زندان، دوباره به تالش شمالی فرار کرد و چندین بار برای تصرف منطقه کوشید که با حمله سپاهیان روس، سربازان شروانی و مزدوران تالشی، به تالش جنوبی وارد شد و سپس به انزلی گریخت و از آنجا به مازندران نزد پسر فتحعلی شاه رفت.
میر حسن خان در روز در روز پنج‌شنبه ۲۱ تیر ۱۲۱۱ خورشیدی در زندان و بر اثر بیماری استسقاء درگذشت.

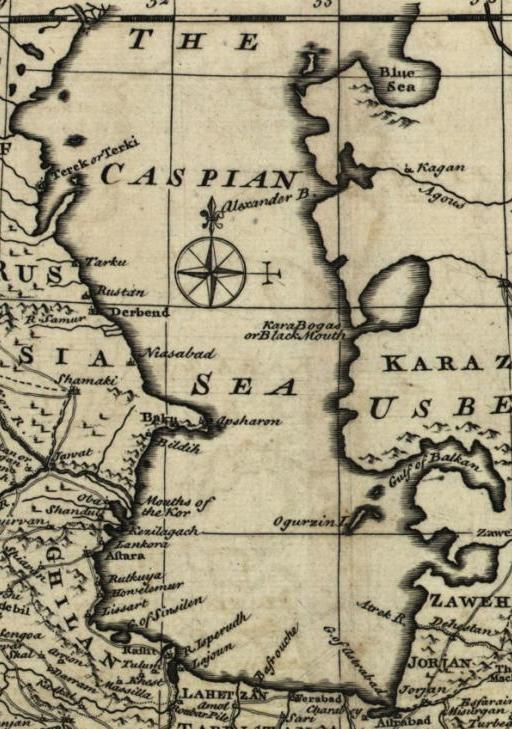
نقشه‌ای از دریای کاسپین که به دست امانوئل بوئن در سال ۱۷۴۷ میلادی کشیده شده است. شهر لنکران در گوشه چپ پایین به عنوان بخشی از ناحیه گیلان دیده می‌شود.

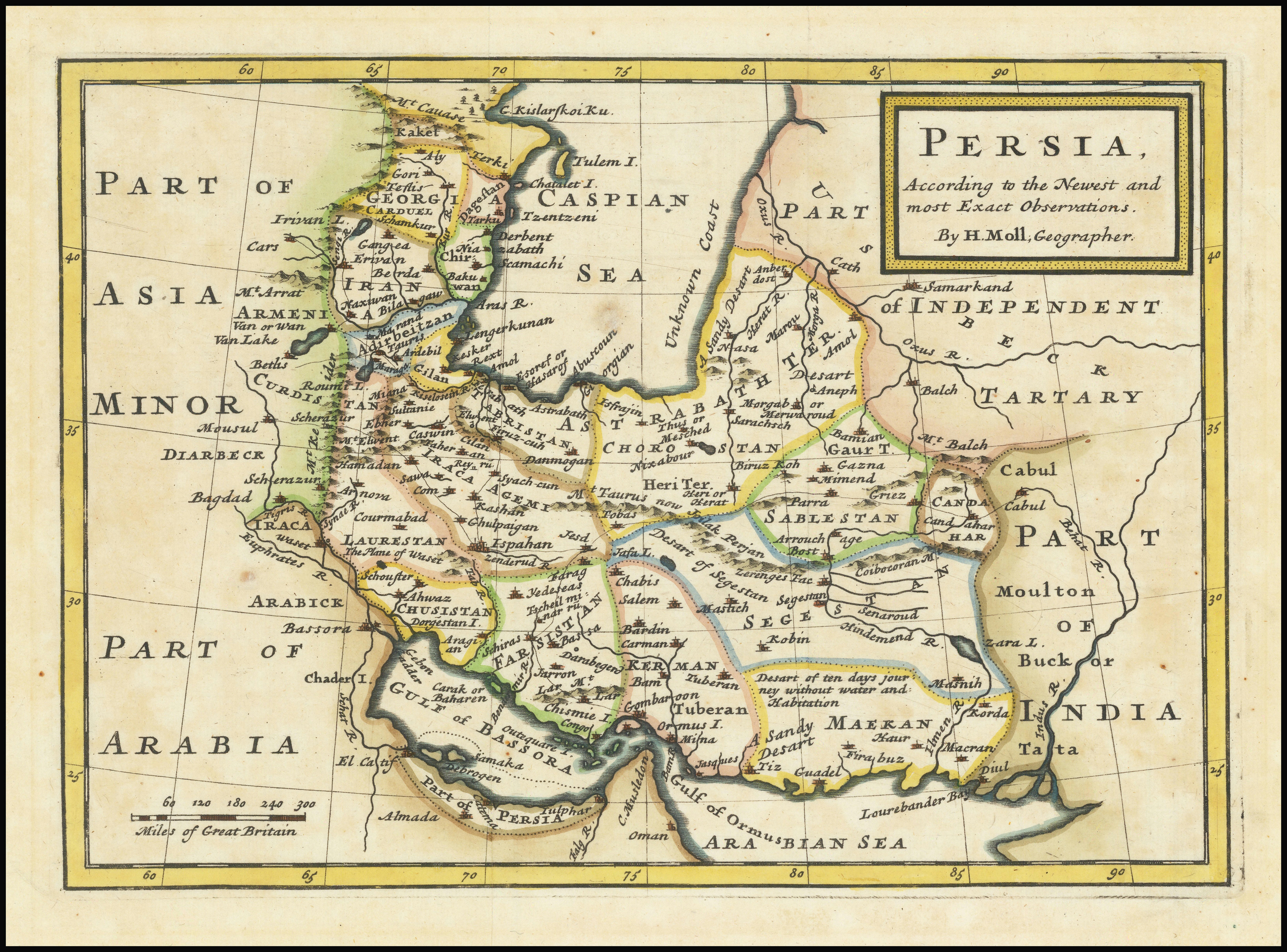
نقشه‌ای از ایران در سال ۱۷۴۰ - شهر لنکران و خلیج قزل‌آغاج به عنوان بخشی از ولایت گیلان دیده می‌شوند.

### امپراتوری روسیه
این شهر در سال ۱۸۶۲ میلادی، این شهر دارای ۸۹۹ خانه (۲۹ بلوک)، دو بازار ارمنی‌ها و مسلمان، ۱ کلیسای روسی-ارتدکس (واقع در نزدیکی قلعه لنکران)، ۱ کلیسای ارمنی و ۳ مسجد بود.

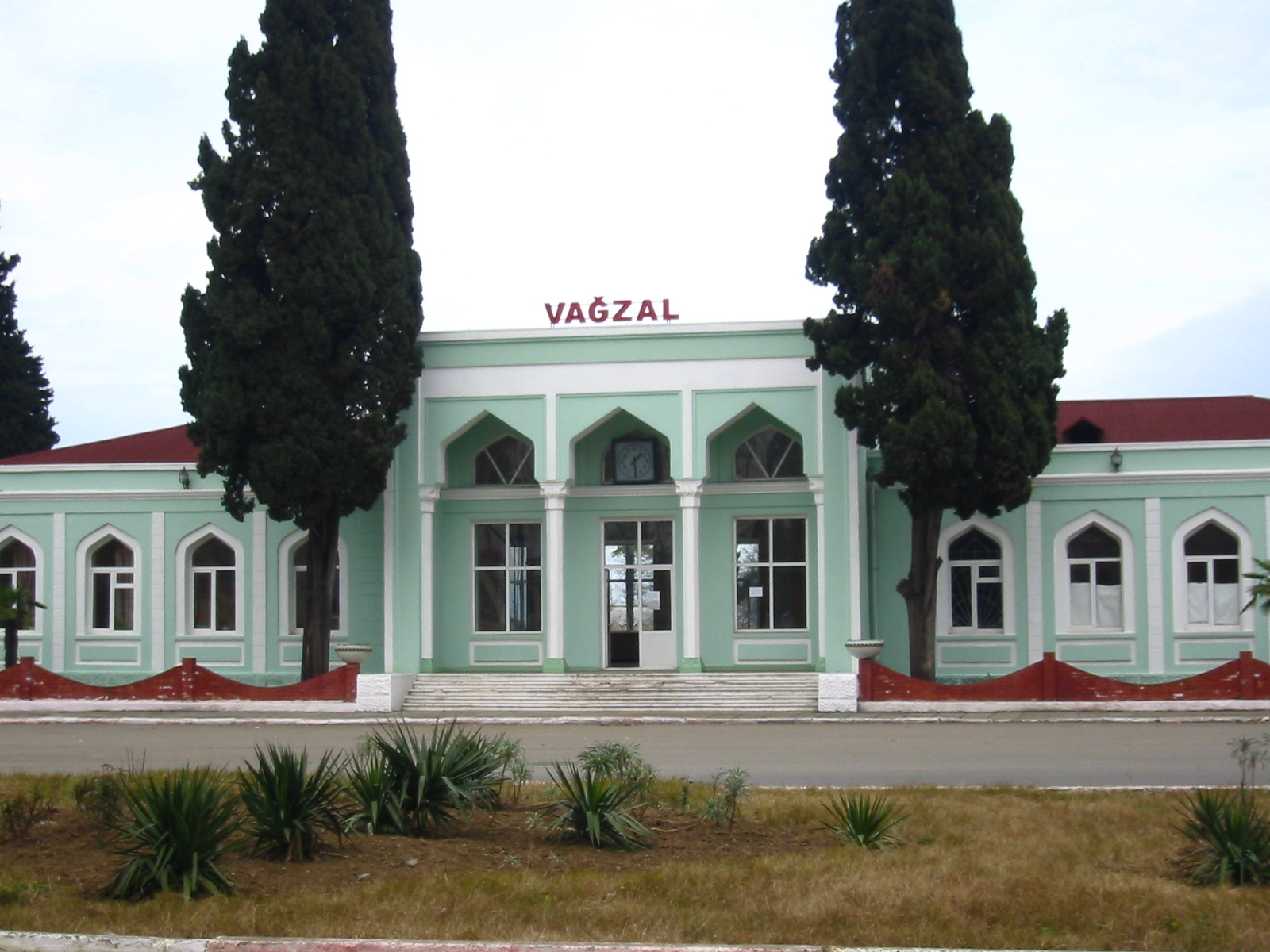
ایستگاه راه‌آهن لنکران

در سده بیستم لنکران دو بار پایتخت کشور خودخوانده و خودگردان تالش (جمهوری شوروی مغان و جمهوری تالش-مغان) بوده‌است.

### از انقلاب روسیه تا امروز
این شهر پس از فروپاشی امپراتوری روسیه، پس از انقلاب روسیه در سال ۱۹۱۷، در مدت زمانی کوتاه به عنوان بخشی از جمهوری خلق آذربایجان و سپس بخشی از جمهوری سوسیالیستی شوروی آذربایجان شناخته شد. اگرچه در سال ۱۹۲۰ میلادی درگیری‌های گسترده‌ای به نام خیزش لنکران رخ داد و در پی آن تمامی مناطق جنوب رود ارس از کنترل نظامی باکو درآمد اما با حملات پرشمار روس‌ها و بلشویک‌ها، قیام و خیزش مردمی در مناطق تالش‌نشین سرکوب شد و تالش شمالی به آذربایجان شوروی الحاق شد. در ژوئن سال ۱۹۹۱، پس از فروپاشی اتحاد جماهیر شوروی، درگیری‌هایی پراکنده برای استقلال و آزادی ناحیه جنوبی جمهوری آذربایجان صورت گرفت که منجر به تاسیس جمهوری تالش-مغان به رهبری علی‌اکرم همت‌زاده و به مرکزیت شهر لنکران شد اما پس از دو ماه این دولت توسط حکومت مرکزی کنار گذاشته شد و در نهایت بخشی از خاک جمهوری آذربایجان شد. این جمهوری از نظر جغرافیایی تمام مناطق جنوبی رود ارس را شامل می‌شد. پس از فروپاشی این جمهوری خودگردان با حمله نظامی نیروهای باکو به آن، همت‌زاده تا سال ۲۰۰۴ در زندان بود. او در سال ۲۰۰۴ میلادی از زندان آزاد شد اما شهروندی جمهوری آذربایجان از او گرفته شد، از این رو به هلند پناهنده شد. همت‌زاده در مهرماه سال ۱۳۸۷ نامه‌ای سرگشاده به مردم ایران نوشت و ضمن اشاره به لغو قراردادهای گلستان و ترکمنچای پس از فروپاشی اتحاد جماهیر شوروی، از آن‌ها برای احقاق حقوق هموطنانشان در آن‌سوی مرزها درخواست کمک نمود.

## آب و هوا
لنکران بر اساس سامانه طبقه‌بندی اقلیمی کوپن دارای اقلیم نیمه‌گرمسیری مرطوب (CFA) و آب و هوای مدیترانه‌ای است. لنکران زمستان سرد و مرطوب دارد و تابستان بسیار گرم، خشک و گاه بسیار مرطوب است. بیشینه بارش سالانه ۱۶۰۰ تا ۱۸۰۰ میلی‌متر است و این رقم بالاترین میزان بارش کشور جمهوری آذربایجان است. سردترین ماه سال ژانویه با میانگین دمای ۳٫۶ درجه سانتی‌گراد و گرم‌ترین ماه سال ژوئیه با میانگین دمای ۲۵٫۳ درجه سانتی‌گراد است. وضعیت کلی آب و هوای لنکران به شرح زیر است:
- بهار: معتدل و بسیار پربارش
- تابستان: گرم و شرجی همراه با باران‌های سیل‌آسا
- پاییز: در روزها گرم و مرطوب و شب‌هنگام سرد
- زمستان: سرد به همراه برف و کولاک‌های سنگین که متأثر از اقلیم منطقه آذربایجان است.

| داده‌های اقلیم لنکران                                 | داده‌های اقلیم لنکران | داده‌های اقلیم لنکران | داده‌های اقلیم لنکران | داده‌های اقلیم لنکران | داده‌های اقلیم لنکران | داده‌های اقلیم لنکران | داده‌های اقلیم لنکران | داده‌های اقلیم لنکران | داده‌های اقلیم لنکران | داده‌های اقلیم لنکران | داده‌های اقلیم لنکران | داده‌های اقلیم لنکران | داده‌های اقلیم لنکران |
| ماه                                                  | ژانویه               | فوریه                | مارس                 | آوریل                | مه                   | ژوئن                 | ژوئیه                | اوت                  | سپتامبر              | اکتبر                | نوامبر               | دسامبر               | سال                  |
| ---------------------------------------------------- | -------------------- | -------------------- | -------------------- | -------------------- | -------------------- | -------------------- | -------------------- | -------------------- | -------------------- | -------------------- | -------------------- | -------------------- | -------------------- |
| میانگین بیش‌ترین °C (°F)                              | ۷٫۲ (۴۵)             | ۷٫۲ (۴۵)             | ۱۱٫۰ (۵۲)            | ۱۷٫۵ (۶۴)            | ۲۲٫۵ (۷۳)            | ۲۷٫۲ (۸۱)            | ۳۰٫۴ (۸۷)            | ۲۹٫۵ (۸۵)            | ۲۵٫۹ (۷۹)            | ۱۹٫۹ (۶۸)            | ۱۴٫۱ (۵۷)            | ۱۰٫۱ (۵۰)            | ۱۸٫۵۴ (۶۵٫۵)         |
| میانگین کم‌ترین °C (°F)                               | ۰٫۰ (۳۲)             | ۱٫۰ (۳۴)             | ۳٫۹ (۳۹)             | ۸٫۶ (۴۷)             | ۱۳٫۱ (۵۶)            | ۱۷٫۵ (۶۴)            | ۲۰٫۱ (۶۸)            | ۱۹٫۷ (۶۷)            | ۱۶٫۹ (۶۲)            | ۱۱٫۸ (۵۳)            | ۶٫۷ (۴۴)             | ۲٫۵ (۳۷)             | ۱۰٫۱۵ (۵۰٫۳)         |
| بارندگی میلی‌متر (اینچ)                               | ۹۱ (۳٫۵۸)            | ۱۱۴ (۴٫۴۹)           | ۹۰ (۳٫۵۴)            | ۵۰ (۱٫۹۷)            | ۵۴ (۲٫۱۳)            | ۲۲ (۰٫۸۷)            | ۱۷ (۰٫۶۷)            | ۵۰ (۱٫۹۷)            | ۱۴۳ (۵٫۶۳)           | ۲۵۹ (۱۰٫۲)           | ۱۶۸ (۶٫۶۱)           | ۸۸ (۳٫۴۶)            | ۱٬۱۴۶ (۴۵٫۱۲)        |
| میانگین روزهای بارندگی                               | ۱۰                   | ۱۰                   | ۱۱                   | ۸                    | ۸                    | ۳                    | ۲                    | ۴                    | ۷                    | ۱۳                   | ۱۲                   | ۹                    | ۹۷                   |
| میانگین روزانه ساعت‌های تابش آفتاب                    | ۱۰۵٫۴                | ۹۸٫۹                 | ۱۲۴٫۰                | ۱۷۱٫۰                | ۲۲۶٫۳                | ۲۸۲٫۰                | ۳۰۶٫۹                | ۲۵۴٫۲                | ۱۸۹٫۰                | ۱۲۷٫۱                | ۹۹٫۰                 | ۱۰۸٫۵                | ۲٬۰۹۲٫۳              |
| منبع شماره ۱: World Meteorological Organization (UN) |                      |                      |                      |                      |                      |                      |                      |                      |                      |                      |                      |                      |                      |
| منبع شماره ۲: Hong Kong Observatory(sun only)        |                      |                      |                      |                      |                      |                      |                      |                      |                      |                      |                      |                      |                      |

## طبیعت
در نزدیکی شهر لنکران سواحل شنی فراوانی وجود دارد. چشمه‌های آب دارای سولفید، کلرید، کلسیم، سدیم و چشمه‌های معدنی اندجین (بالا و پایین) در ۱۲ کیلومتری غرب شهر واقع شده‌اند. همچنین در غرب این شهر خرابه‌های قلعه بالابور و چشمه‌ای در نزدیکی روستایی به همین نام یعنی بالابور قرار دارد.

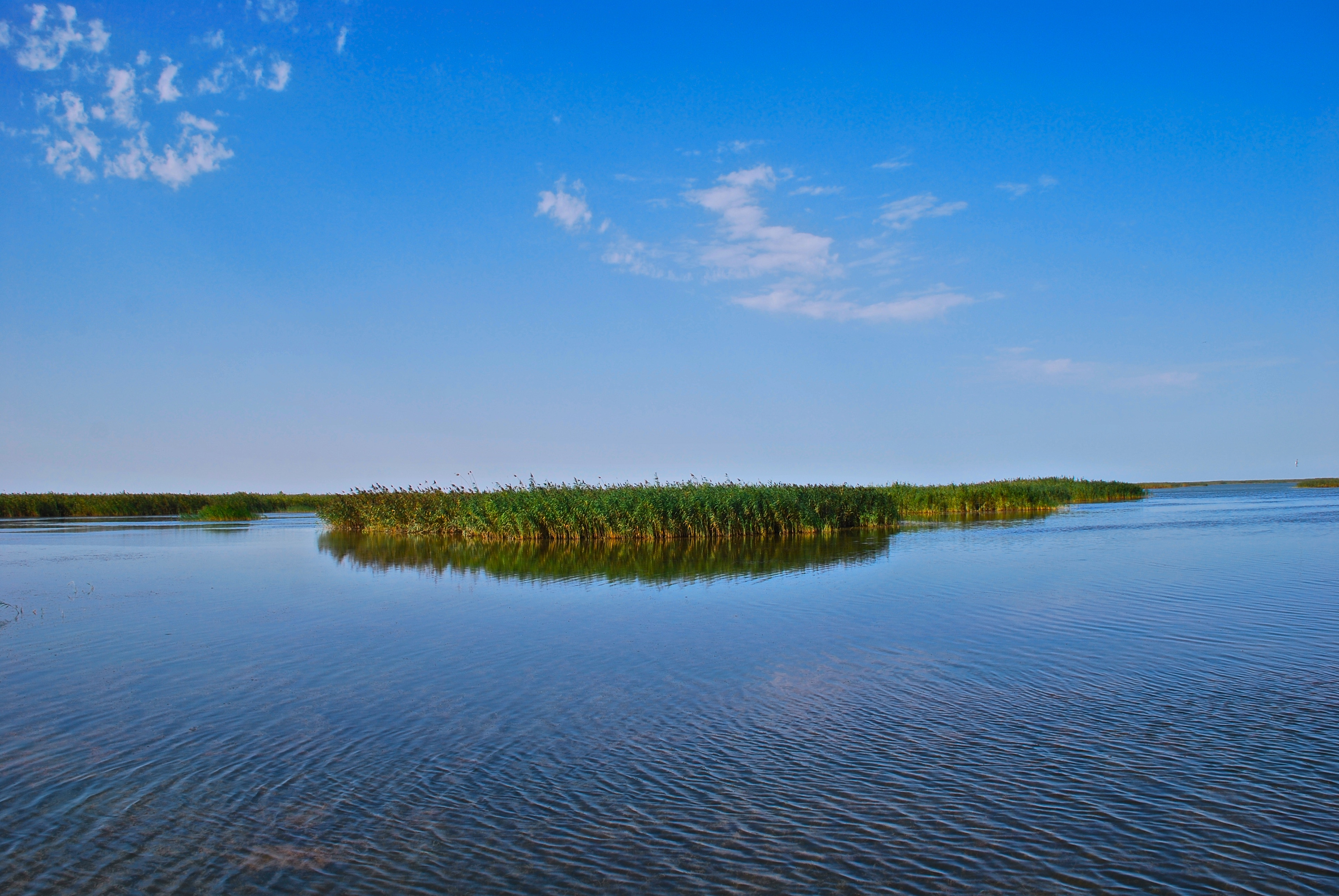
تالاب پارک ملی هیرکان

در نزدیکی شهر لنکران یک منطقه گسترده از جنگل‌ها به نام پارک ملی هیرکان قرار دارد که در آن انواع گوناگون جانوران و گیاهان نگهداری می‌شوند. خلیج قزل آغاج دارای بیش از ۲۵۰ گونه گیاه، ۳۰ گونه ماهی و بیش از ۲۲۰ گونه پرنده است. لنکران همچنین برای درخت چوب آهن (Parrotia persica یا Ironwood) که با نام انجیلی نیز شناخته می‌شود مشهور است. این درخت به‌طور طبیعی در منطقه رشد می‌کند و در پارک ملی هیرکان نیز دیده می‌شود. بر اساس داستان‌های بومی چوب آهن تنها چوبی است که در آب فرو می‌رود، از این رو نام (چوب آهن یا دمیر آغاج) است. این چوب از گذشته تاکنون برای گرم کردن مورد استفاده قرار گرفته‌است، زیرا مدت زمان سوختن و گرمادهی آن زیاد است. گونه‌هایی از پلنگ ایرانی (Panthera pardus saxicolor) نیز در پارک ملی هیرکان زندگی می‌کنند. در سال ۱۹۳۷ گروهی از طبیعت‌شناسان گونه‌ای از عنکبوت‌های خرمن با نام Opilio lepidus (عنکبوت لنکرانی) را در این ناحیه یافتند و به ثبت رساندند. پارک ملی هیرکان جمهوری آذربایجان و جنگل‌های هیرکانی ایران در سال ۲۰۱۹ به میراث جهانی یونسکو افزوده شدند.
در پیرامون این شهر و ارتفاعات شهرستان لنکران نادرترین گونه گل سوسن یا همان سوسن چلچراغ وجود دارد که تنها در ناحیه داماش استان گیلان و چند ناحیه دیگر در شمال ایران می‌روید.

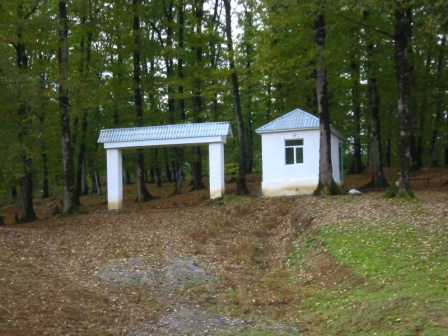
پارک ملی هیرکان

## اقتصاد
بیشتر اهالی به فعالیت‌های صنعتی و کشاورزی مشغول هستند.
حوزه‌های غالب در اقتصاد لنکران عبارتند از کشت سبزیجات، کشت چای، کشاورزی، دامپروری، باغداری درختان مرکبات، زنبورداری، ماهیگیری و کشاورزی. آب و هوای نیمه گرمسیری مرطوب، دسترسی به زمین‌های مناسب کشت و زراعت، آب و منابع کافی نیروی کار در شهر، پایه خوبی برای فعالیت‌های کشاورزی و همچنین توسعه شرکت‌های کشتیرانی است. آسیاب‌های برنج در روستای دارقوبا از توابع لنکران به صورت گسترده فعالیت می‌کنند. در این شهرستان چند کارخانه بزرگ تولید و بسته‌بندی چای وجود دارند. همچنین در این شهر نخستین کارخانه گیاه چای جمهوری آذربایجان در سال ۱۹۳۷ ساخته شده‌است. در دوران شوروی مزارع چای لنکران به عنوان تنها نقطه تولید چای این کشور از اهمیت خاصی برخوردار بوده و هم‌اکنون به بسیاری از نقاط دنیا صادر می‌شود.

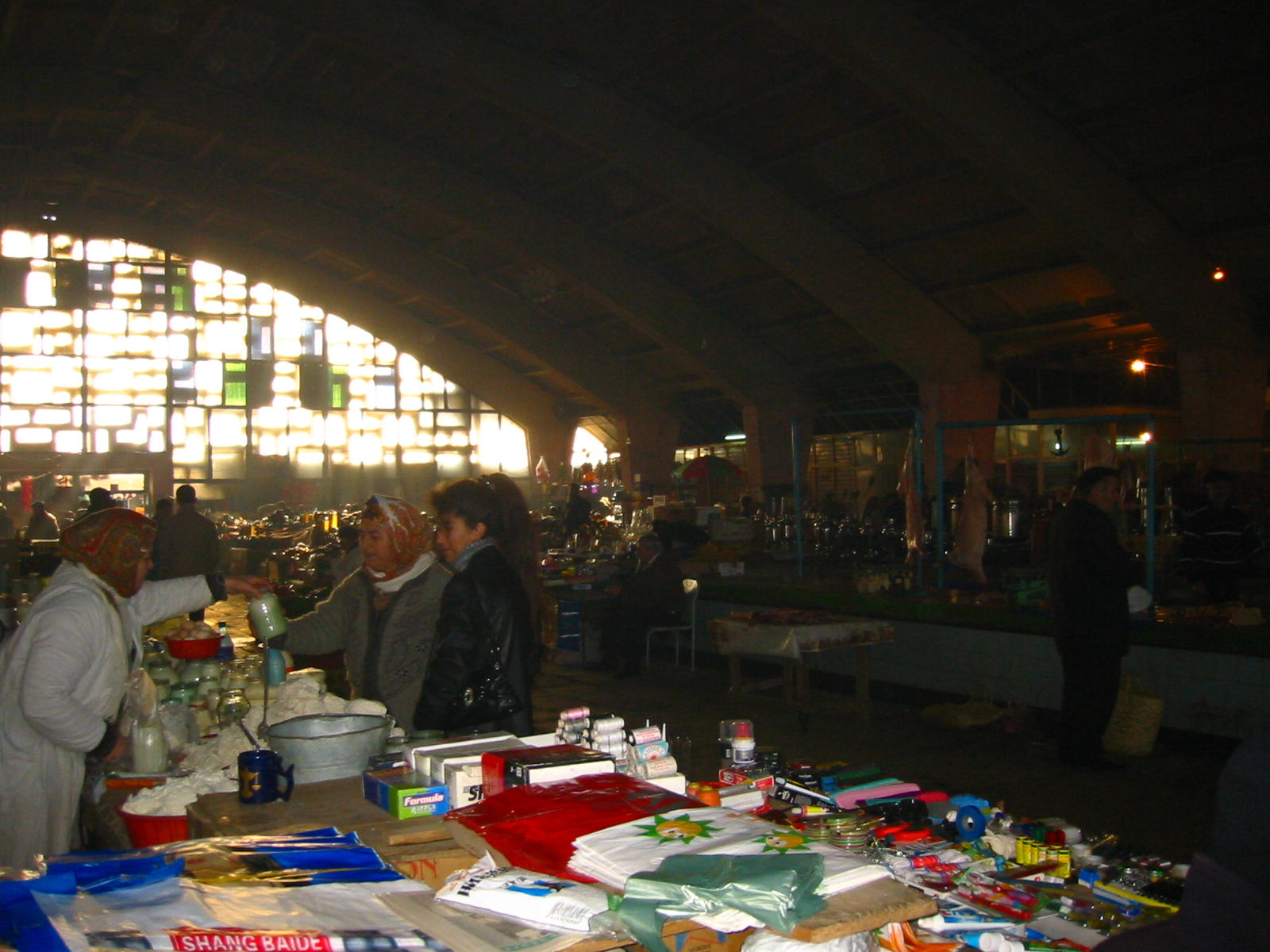
بازار بزرگ لنکران

## خوراک
غذاهای لنکران تا حد زیادی تحت تأثیر فرهنگ‌های گوناگون اقوام ساکن در آن قرار گرفته‌است و بیشترین گوناگونی غذاها متعلق به مردم تالش است که به دلیل سکونت تالش‌ها از دیرباز و حاکمیت خانات تالش در این منطقه بوده است، از این رو تنوع زیادی در مواد غذایی لنکران وجود دارد. غذاهای معروف آن شامل لونگی، کلوچه لنکران، مرجی پلو (عدس پلو)، پلو سفید، کدو تنبل پلو و ترش‌کباب (کباب ترش) می‌باشد.

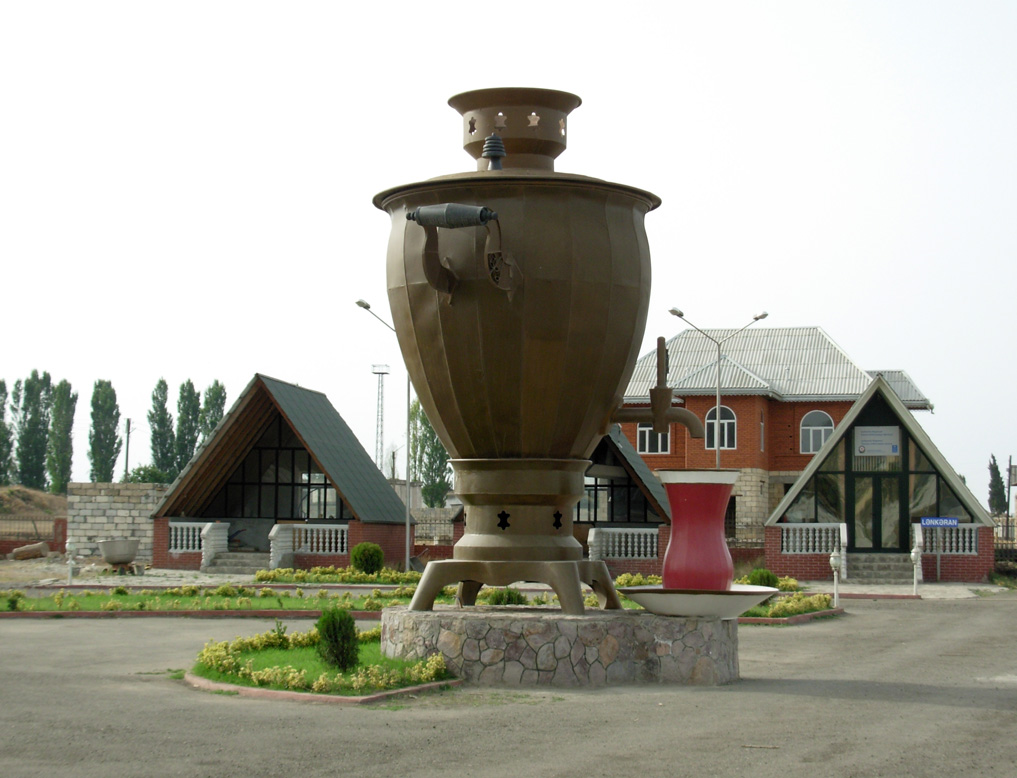
نمایی از نماد سماور در ورودی شهر از سمت باکو

## فرهنگ

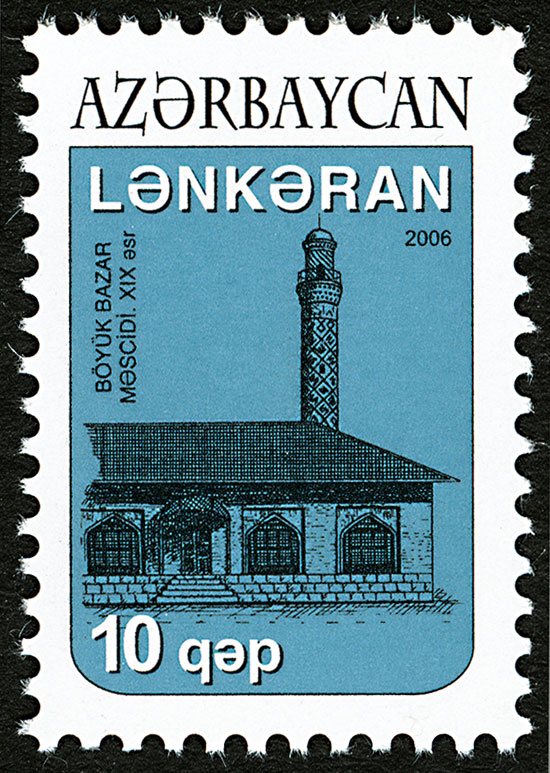
نمایی از مسجد بازار بزرگ لنکران در سده ۱۹ میلادی بر روی تمبر جمهوری آذربایجان در سال ۲۰۰۶

لنکران از سال ۲۰۱۲ همراه با شهرهای باکو و گنجه مراسم ساعت زمین را برگزار می‌کنند.
در لنکران ۲ موزه، تئاتر نمایشی، کتابخانه، ۸۷ سازمان فرهنگی و یک پارک فرهنگ وجود دارد؛ همچنین در شهرستان لنکران ۲۰ اثر باستانی با اهمیت ملی و ۵۳ اثر با اهمیت بومی وجود دارد.

## بهداشت و درمان
بیمارستان جمهوری لنکران در سال ۱۹۲۰ میلادی در این شهر گشایش یافت. این شهر همچنین دارای مرکز درمانی، مرکز درمانی ویژه کودکان، بیمارستان کودکان، اورژانس و درمانگاه دندانپزشکی است.

## آموزش
در لنکران و حومه ۸۸ مدرسه، ۵۳ موسسه پیش دبستانی، دانشگاه دولتی لنکران، دانشکده پزشکی، ۳ مدرسه ورزشی و یک مرکز آموزشی ورزشی و همچنین  آموزشگاه موسیقی و یک آموزشگاه هنری وجود دارد. دانشگاه دولتی لنکران در سال ۱۹۹۱ میلادی بنیان‌گذاری شد و نخستین دانشگاه در این شهر است که دوره‌های آموزشی خود را آغاز می‌کند.

## رسانه

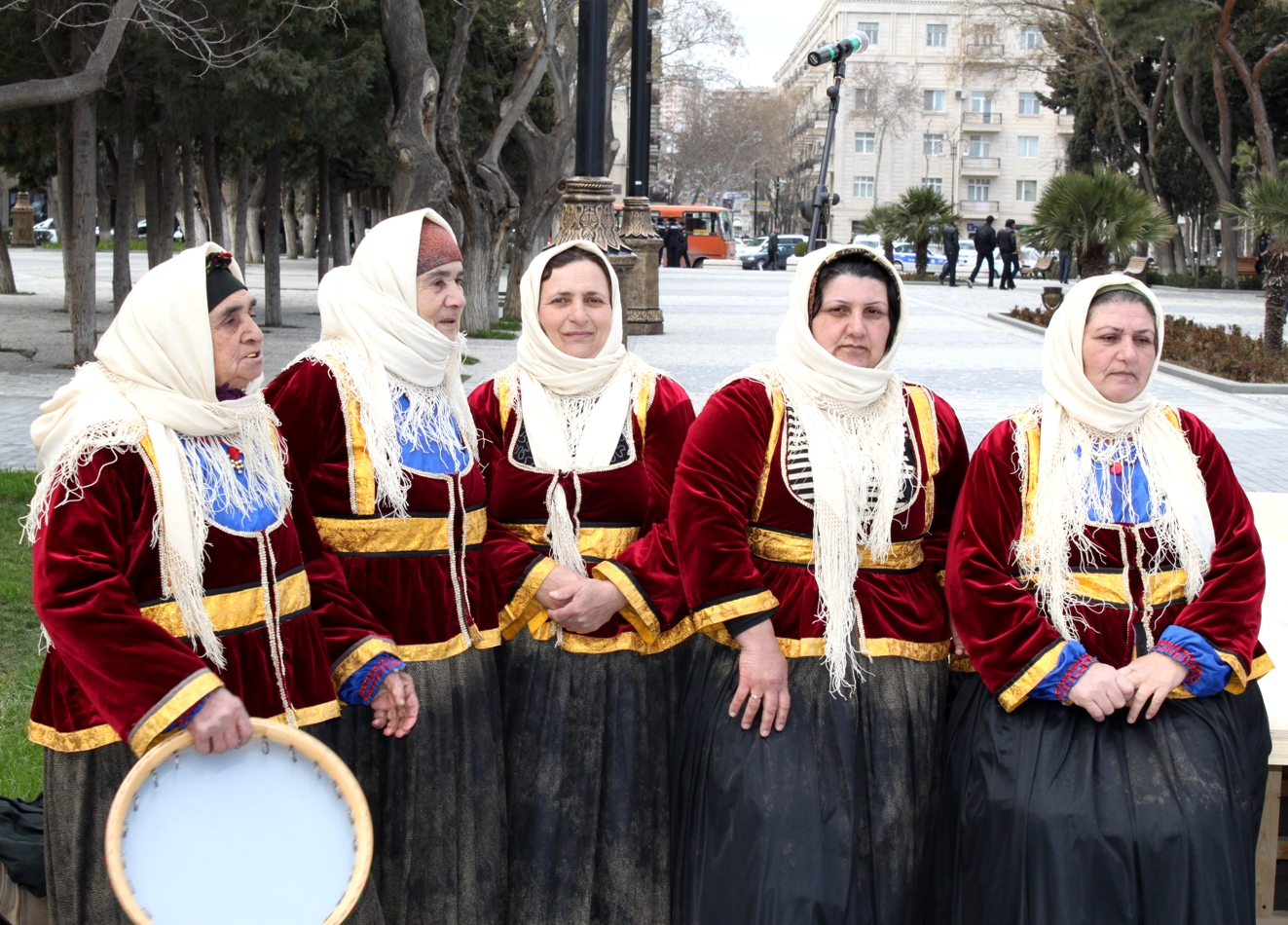
گروه تالیش ننه‌لری

چندین هنرمند و خواننده مشهور جمهوری آذربایجان متولد شهر لنکران هستند. یکی از گروه‌های آواز سنتی و فولکلوریک باجی‌لار یا خواهران است که چندین جشنواره موسیقی در لنکران و باکو برگزار کرده‌اند و با ترانه‌های تالشی خود مشهور هستند. آن‌ها همچنین برنامه‌های فراوانی را در رسانه‌های کشور جمهوری آذربایجان اجرا کرده‌اند.
این شهر دارای کانال منطقه‌ای جنوب و تلویزیون و روزنامه لنکران است.

## ورزش

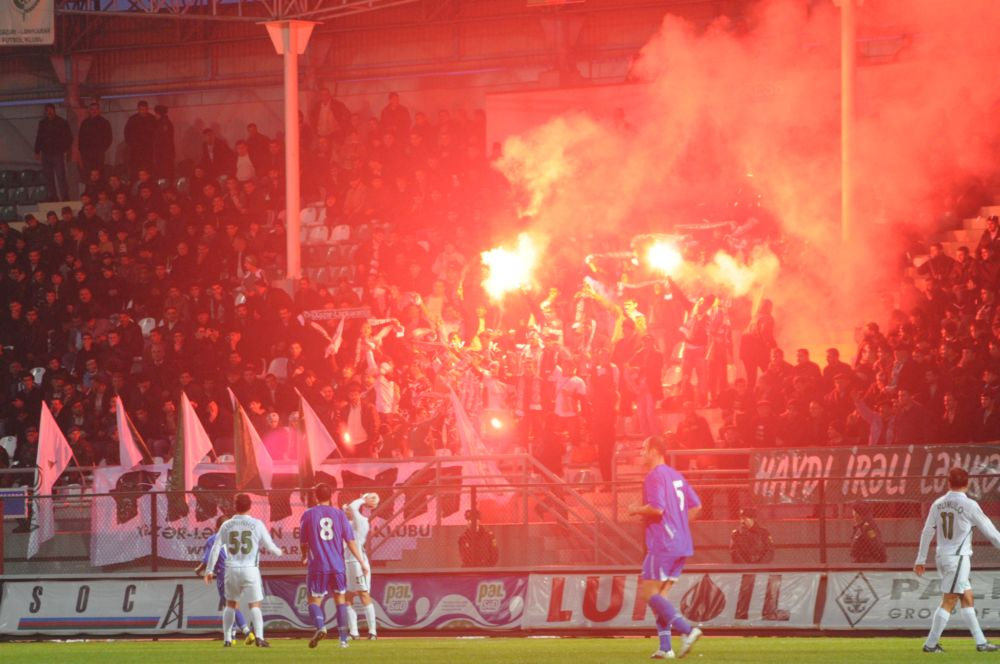
ورزشگاه خزر لنکران

این شهر دارای یک تیم فوتبال حرفه‌ای به نام باشگاه فوتبال خزر لنکران است که در لیگ برتر فوتبال جمهوری آذربایجان رقابت می‌کند. خزر لنکران تاکنون دو بار قهرمان لیگ کشوری و چندین بار نایب قهرمان لیگ شده‌است.

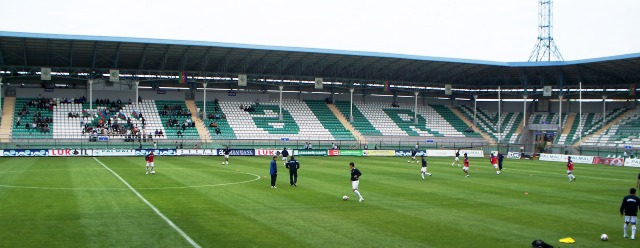
ورزشگاه خزر لنکران

مهم‌ترین سالن‌های ورزشی شهر عبارتند از ورزشگاه اختصاصی خزر لنکران و مجتمع ورزشی المپیک لنکران.
این ورزشگاه یکی از مراکز مرحله گروهی جام جهانی فوتبال دختران زیر هفده سال در سال ۲۰۱۲ میلادی بود.
در سال ۲۰۱۲ میلادی، این شهر میزبان مسابقات قهرمانی وزنه‌برداری اروپا بود.

## افراد شناخته‌شده

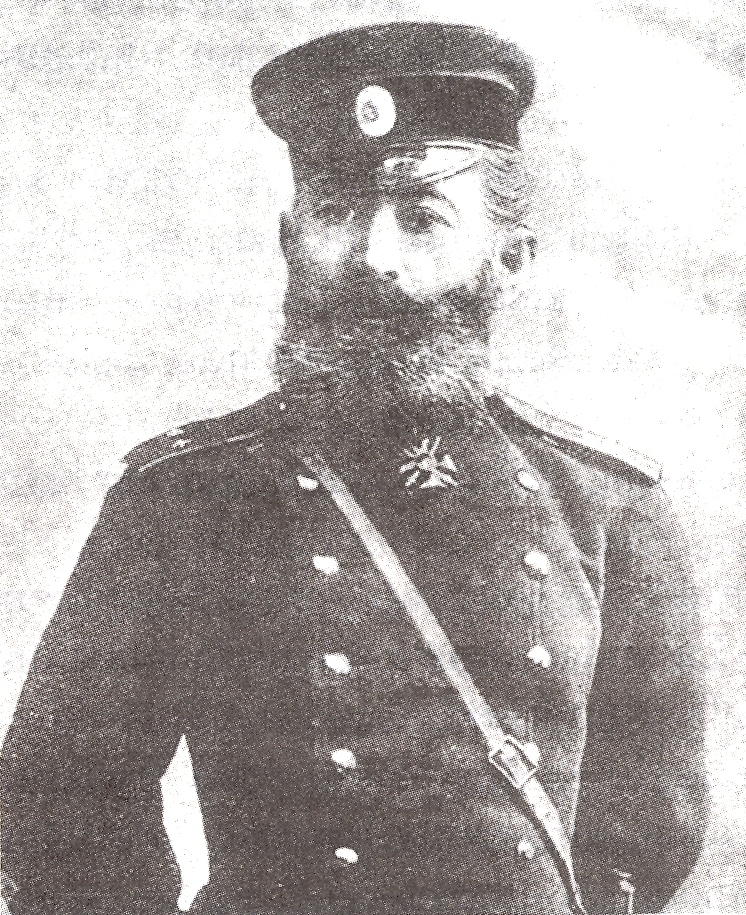
صمدبیگ مهماندارف

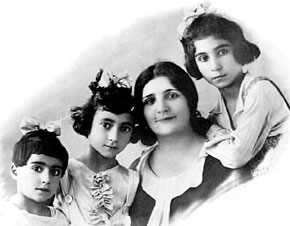
مریم بایرامعلی‌بیگوا

این شهر با توجه به این که از نظر جغرافیایی، تاریخی، راهبردی و سیاسی دارای اهمیت بوده است دارای افراد شناخته‌شده‌ای نیز می‌باشد، از جمله:
- ژنرال هزی اصلانوف سرلشکر یگان زرهی شوروی در جنگ جهانی دوم[۷۹]
- صمدبیگ مهماندارف ژنرال توپخانه در ارتش شاهنشاهی روسیه
- جهان تالشلینسکایا خواننده فولکلور و بازیگر تئاتر[۸۰]
- مریم بایرامعلی‌بیگوا فعال اجتماعی
- الله شکور پاشازاده شیخ‌الاسلام و رئیس اداره مسلمانان قفقاز
- میرمحمد جوادزاده متخصص اورولوژی و از استادان سرشناس پزشکی آذربایجان شوروی
- میخائیل پاولوف قهرمان کار سوسیالیستی اتحاد جماهیر شوروی[۸۱]

و شمار فراوانی از افراد دیگر.

## ترابری
یک قطار شبانه از باکو به آستارا (پس از گذر از لنکران) فعالیت دارد. فرودگاهی نیز در سمت باختری شهر قرار گرفته‌است که در دوره شوروی احداث شده‌است و دارای دو ترمینال پروازهای داخلی و خارجی است. بیشتر پروازهای داخلی آن به مقصد فرودگاه بین‌المللی حیدر علی‌اف در شهر باکو است. ترمینال پروازهای خارجی آن از سپتامبر ۲۰۰۸ آغاز به کار کرد و هر هفته پروازهایی به مقصد مسکو و سنت پترزبورگ دارد. کد پستی این شهر AZ4200 است.

## شهرهای خواهرخوانده
- ترکیه، اسکندرون[۸۸]
- ایالات متحده آمریکا، مونته‌ری، کالیفرنیا[۸۹][۹۰]
- ایتالیا، چروتری[۹۱]
- ازبکستان، بخارا [۹۲]

## نگارخانه

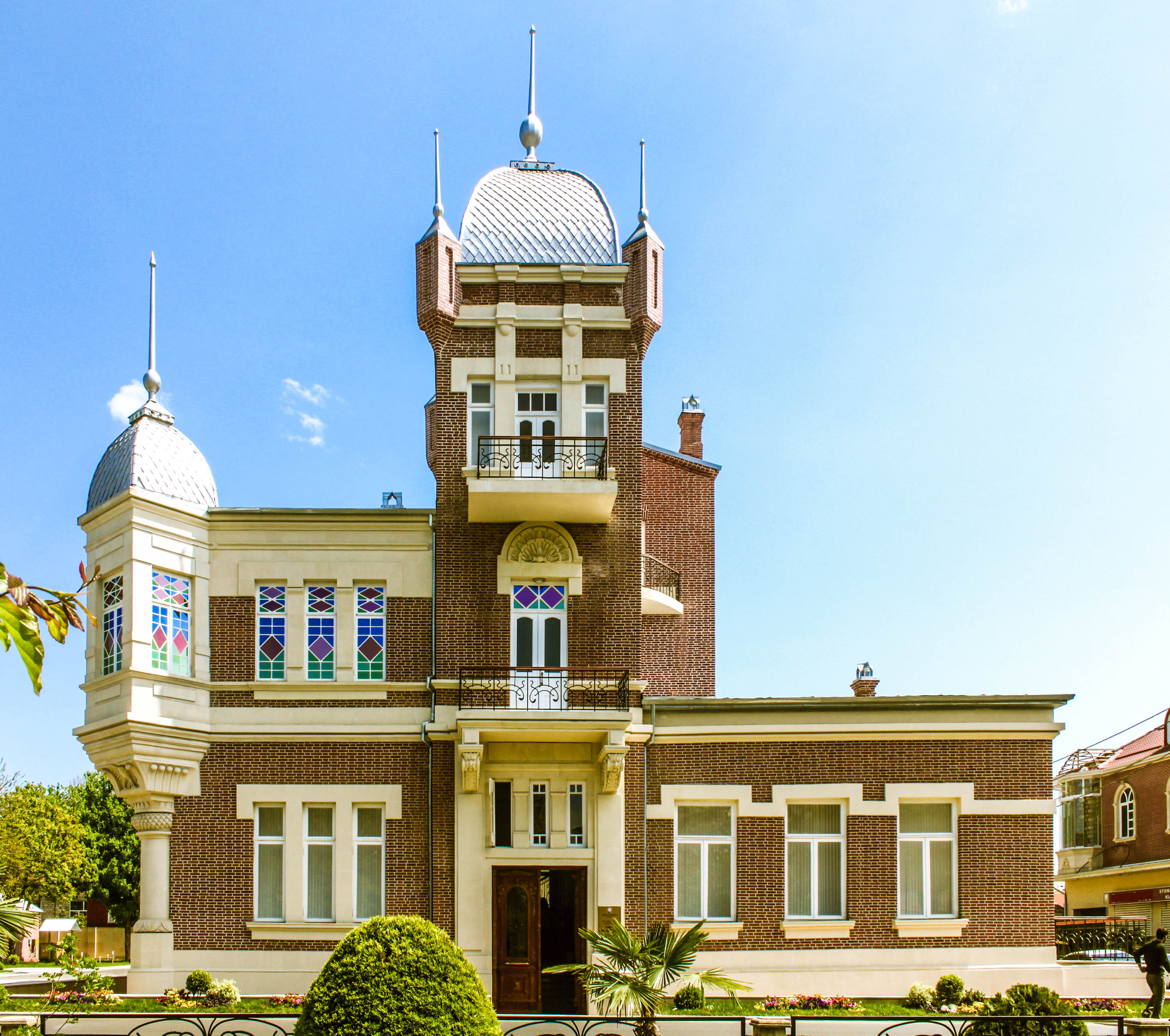
کاخ میر احمدخان
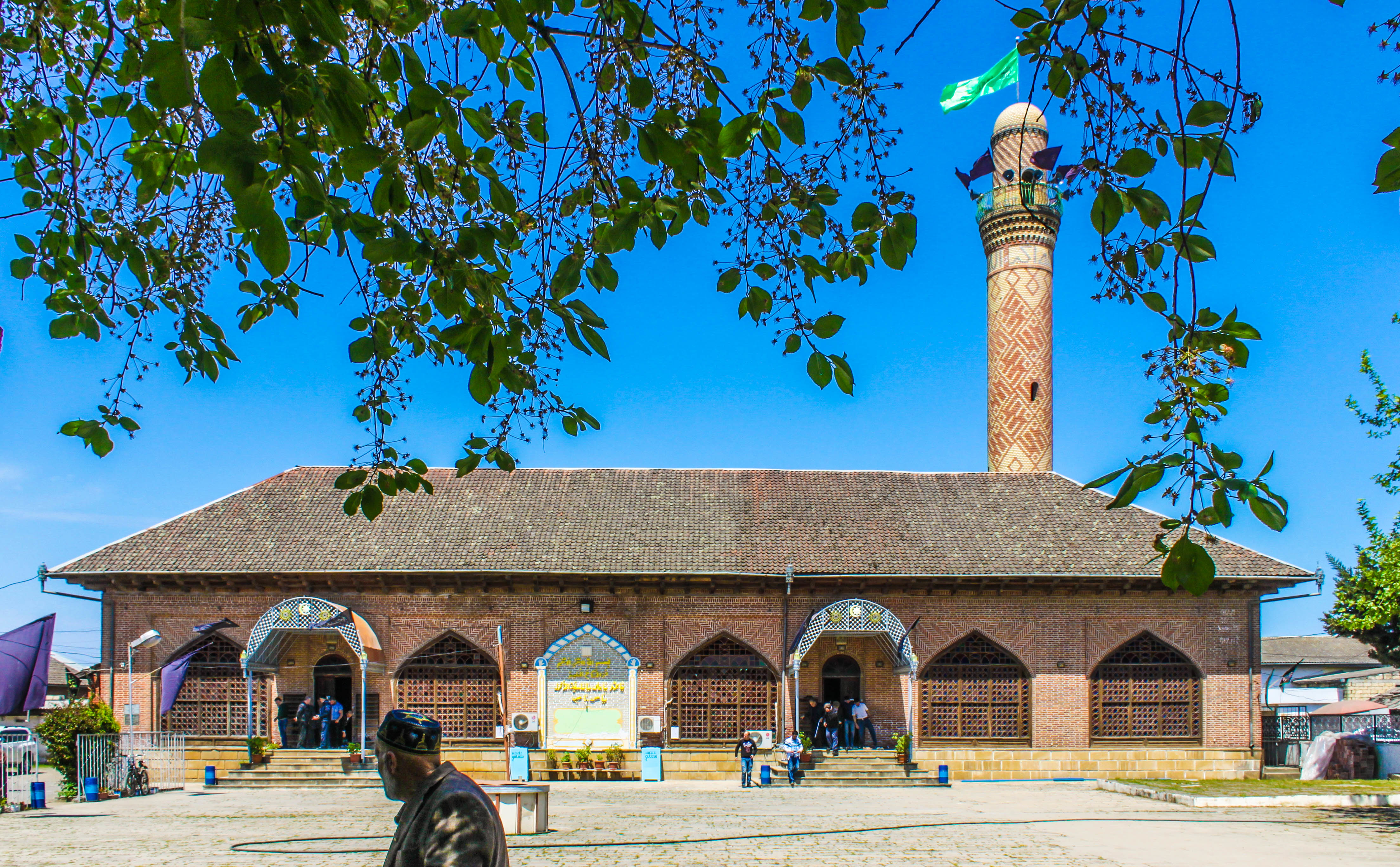
مسجد بازار بزرگ  لنکران
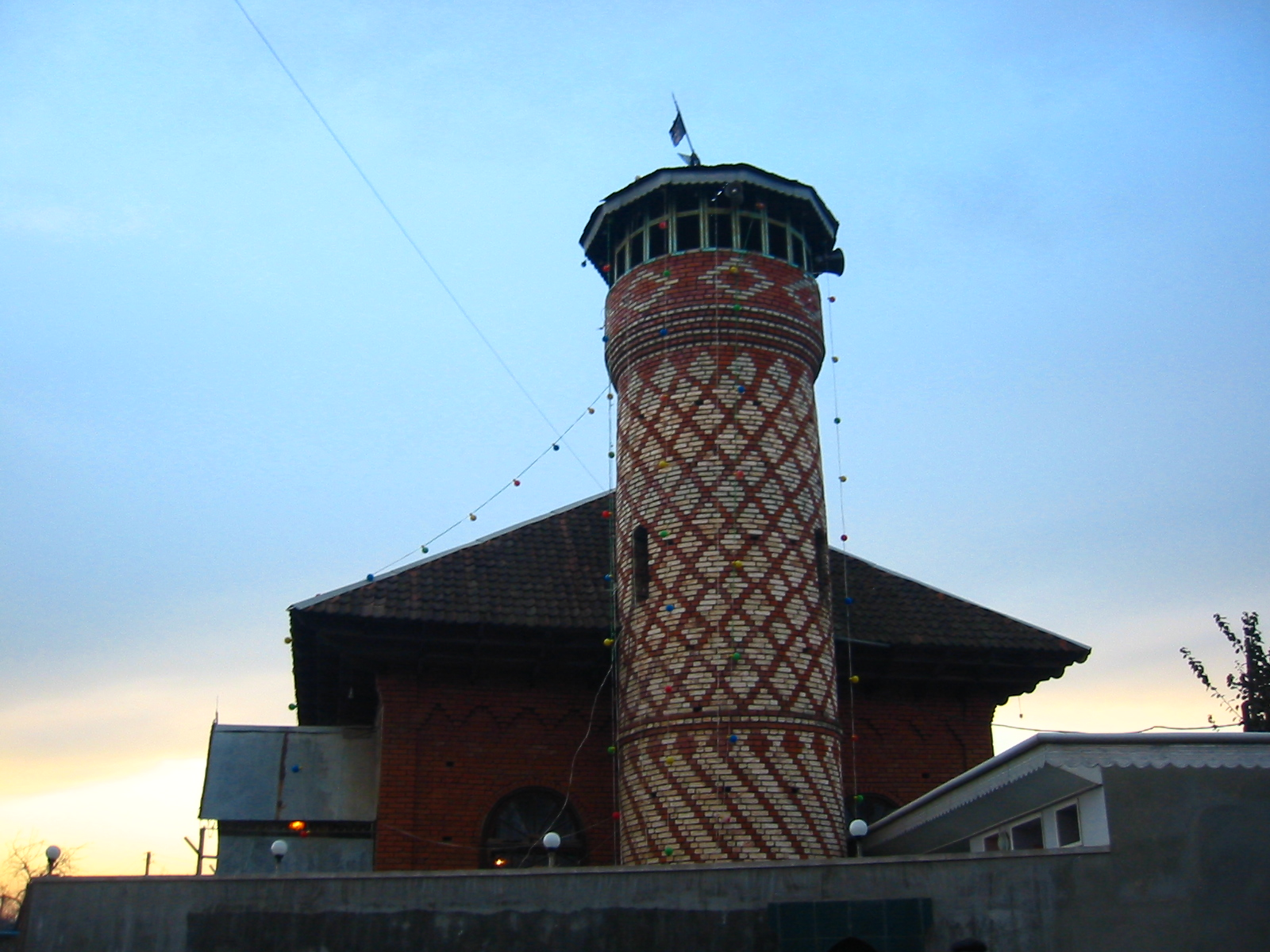
مسجد بازار کوچک لنکران
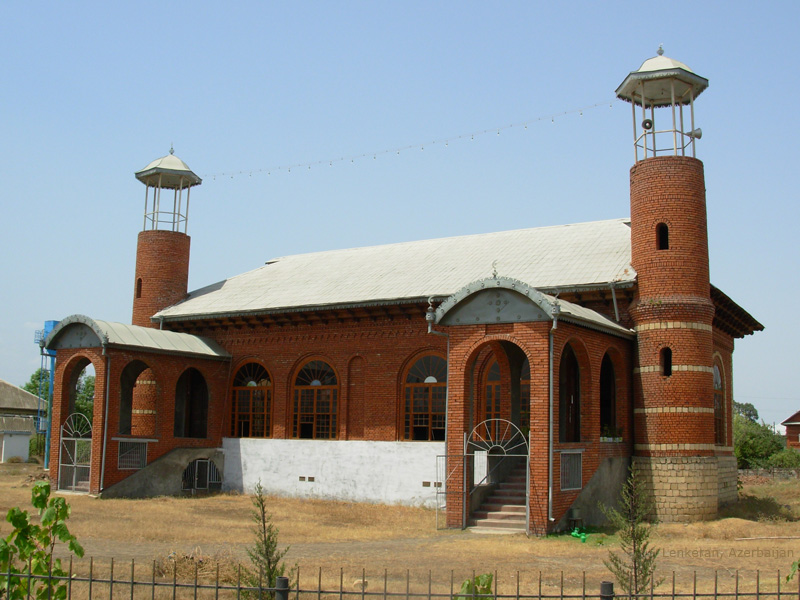
مسجدی در نزدیکی لنکران
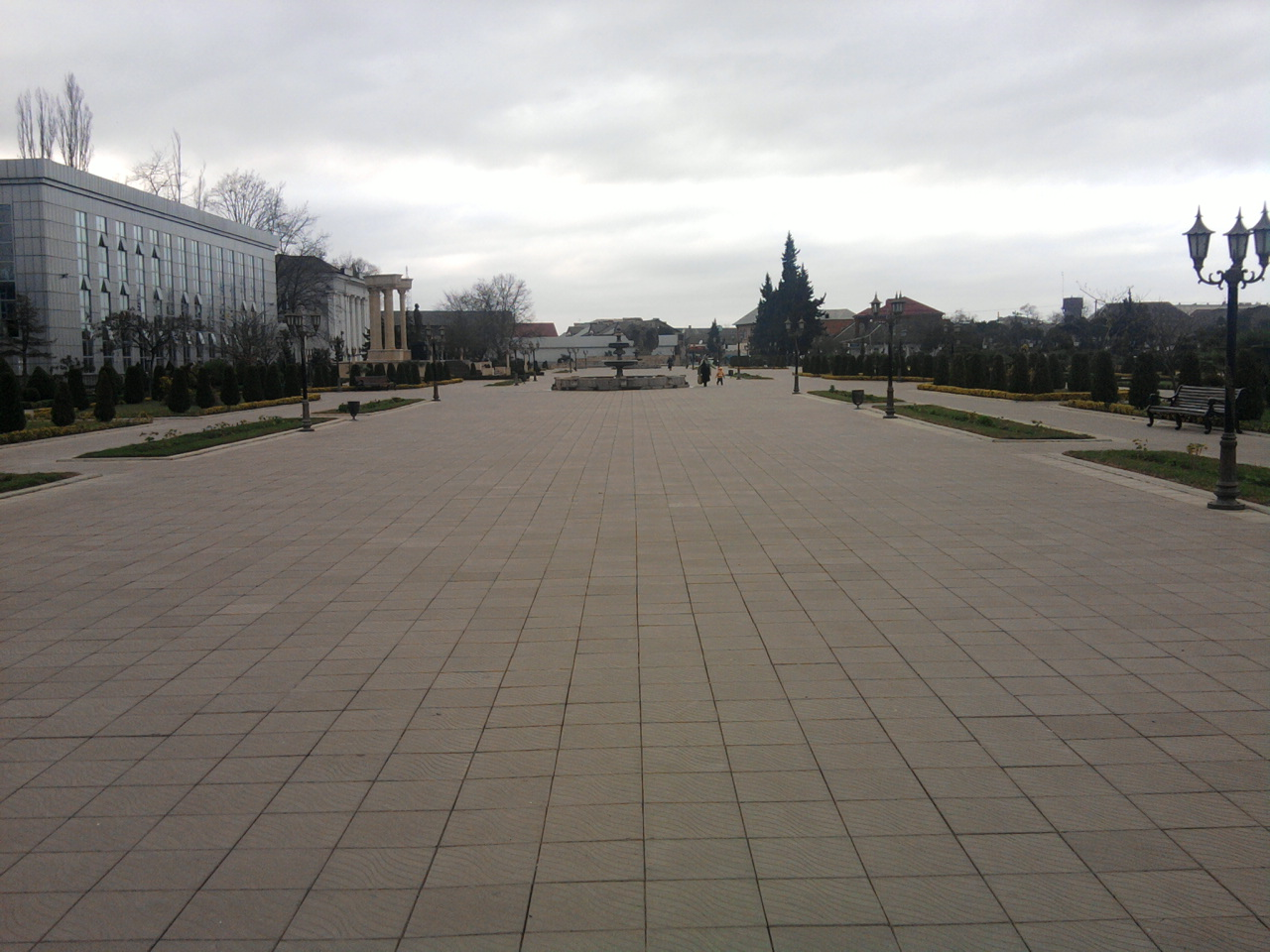
پیاده‌روی مرکز شهر لنکران
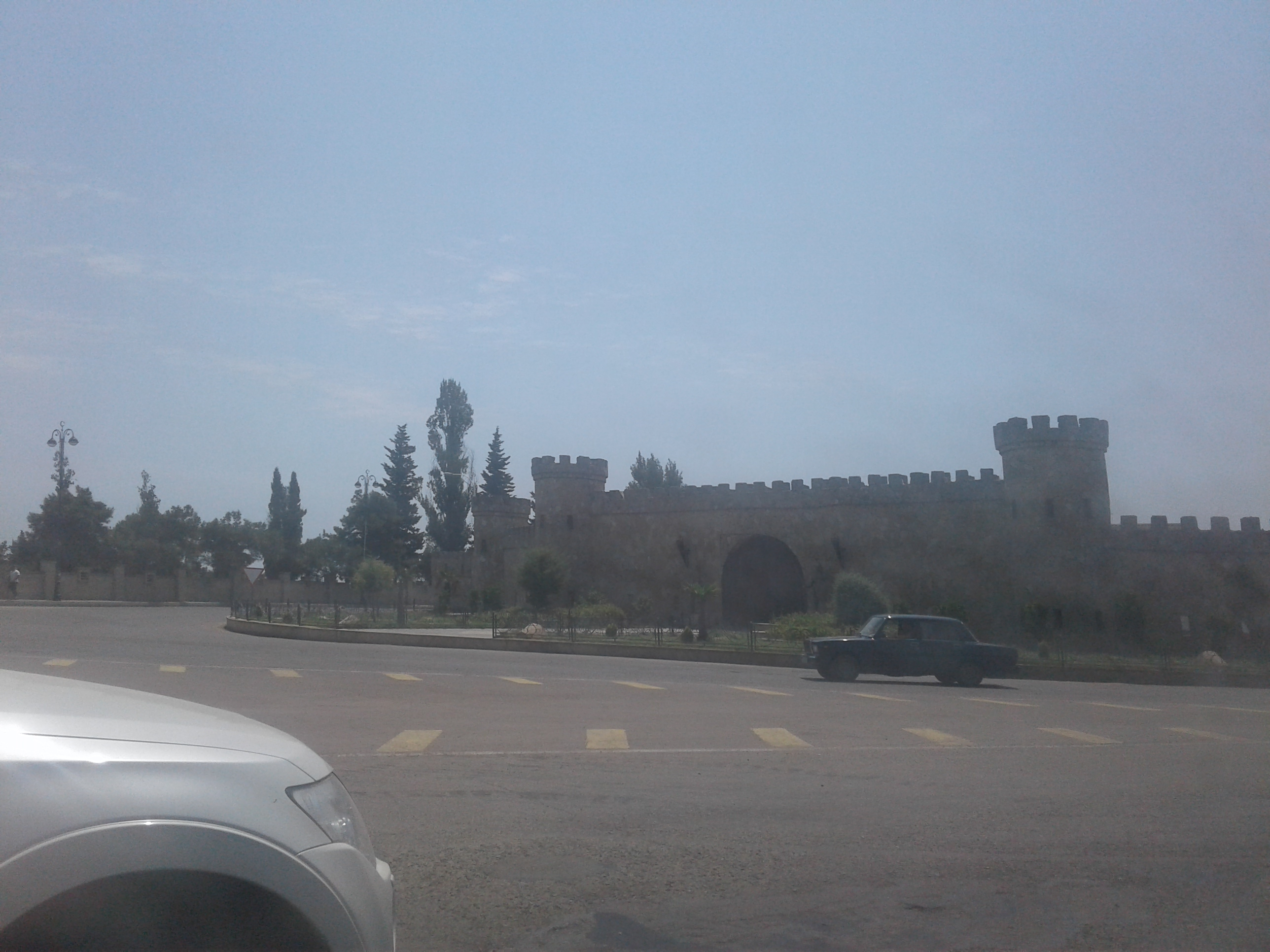
بنای یادبود دژ شهر لنکران
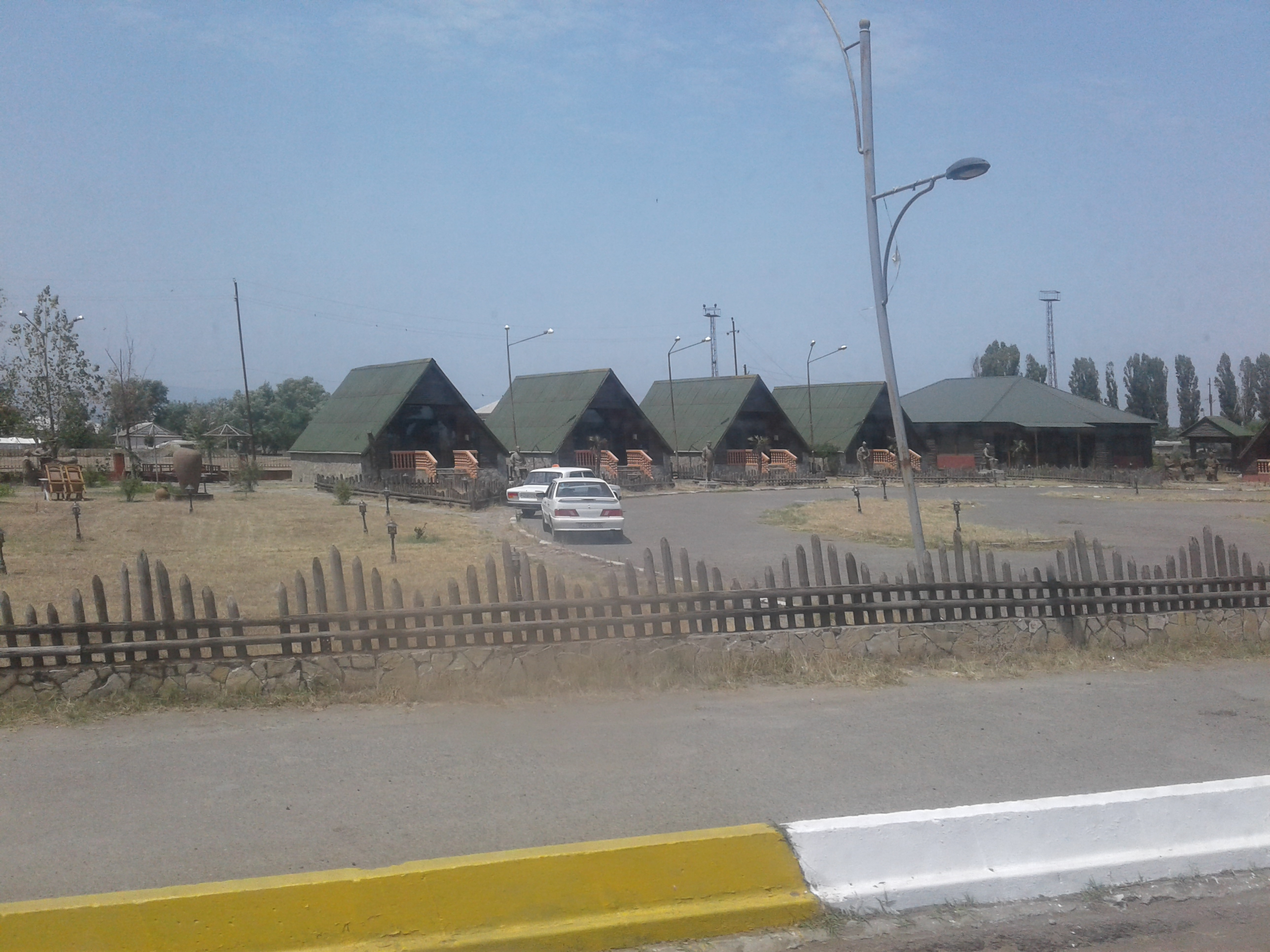
ورودی لنکران از سمت باکو

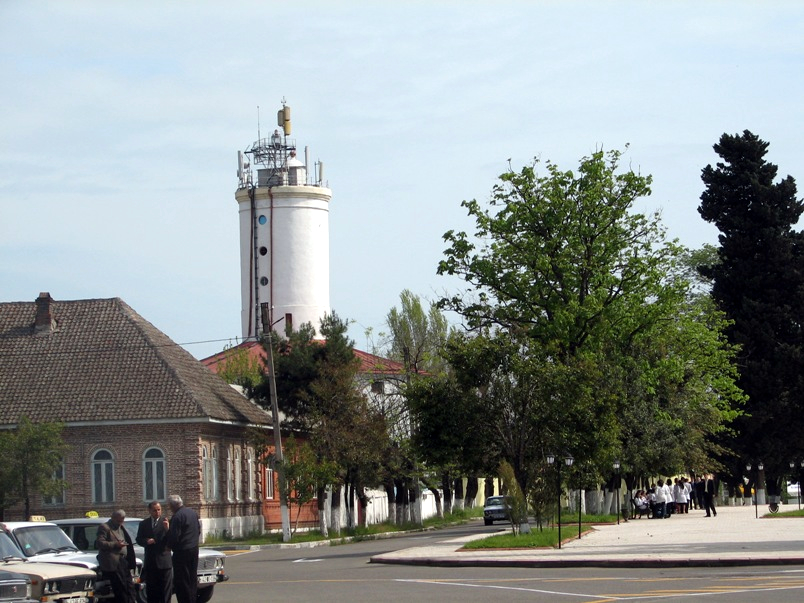
خیابان مرکزی لنکران
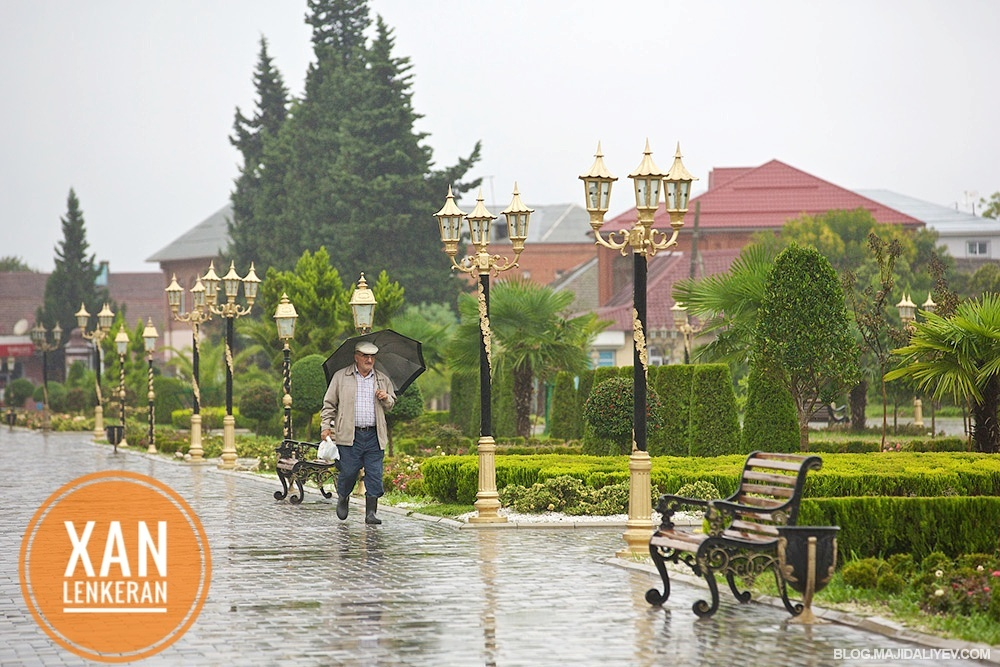
پارک دوسا
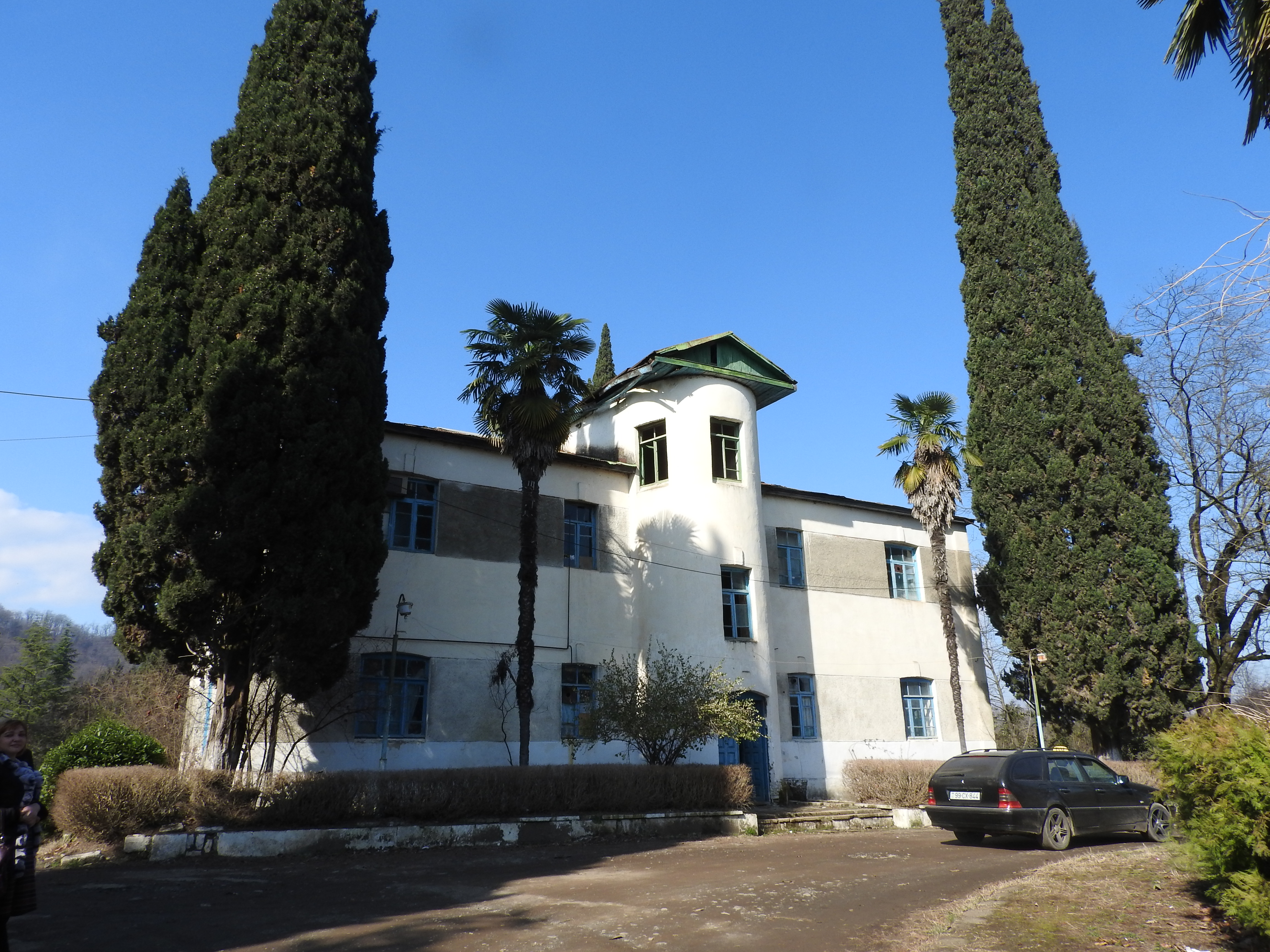
اداره جنگل‌بانی لنکران
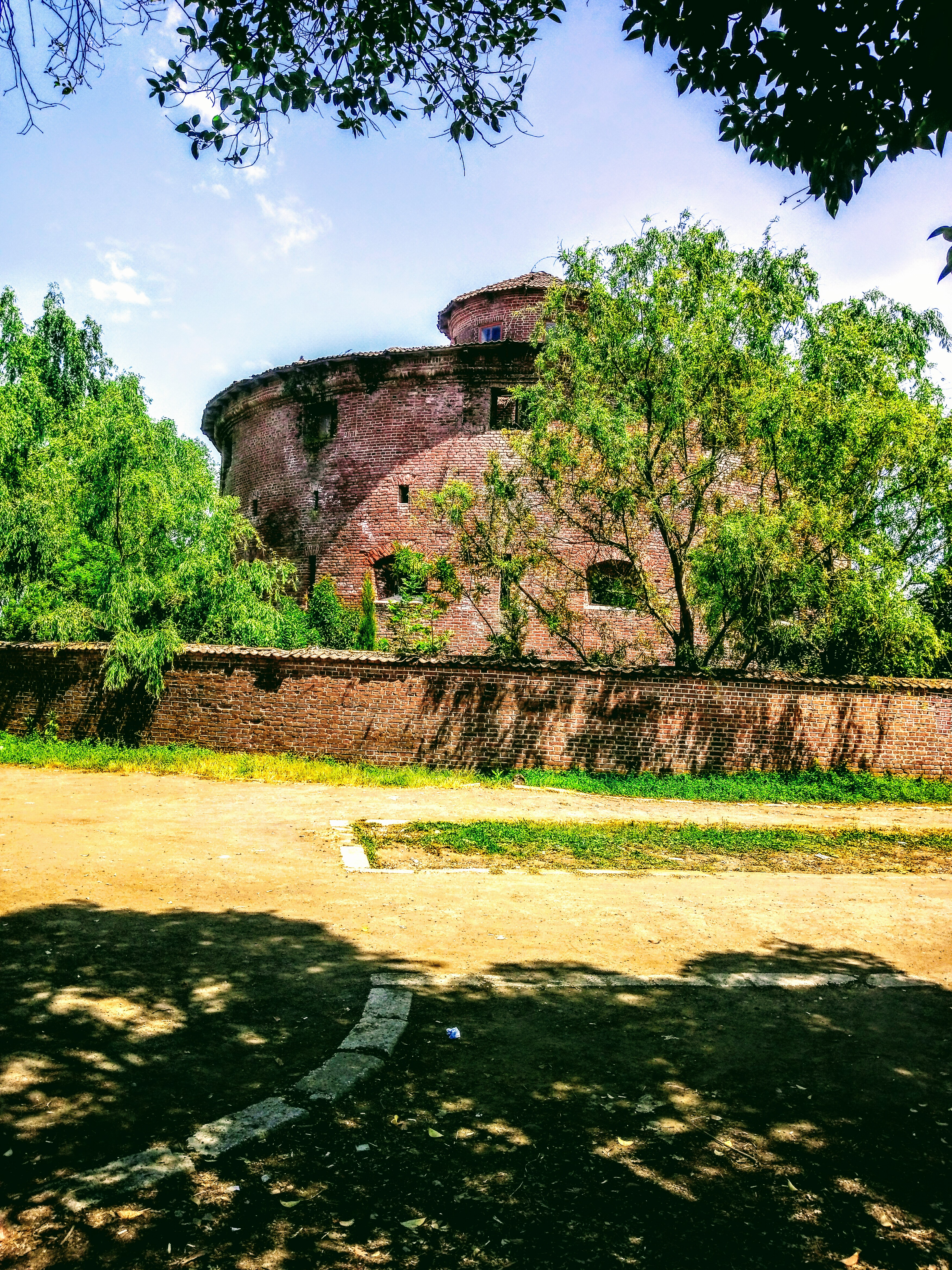
دژ زندان لنکران
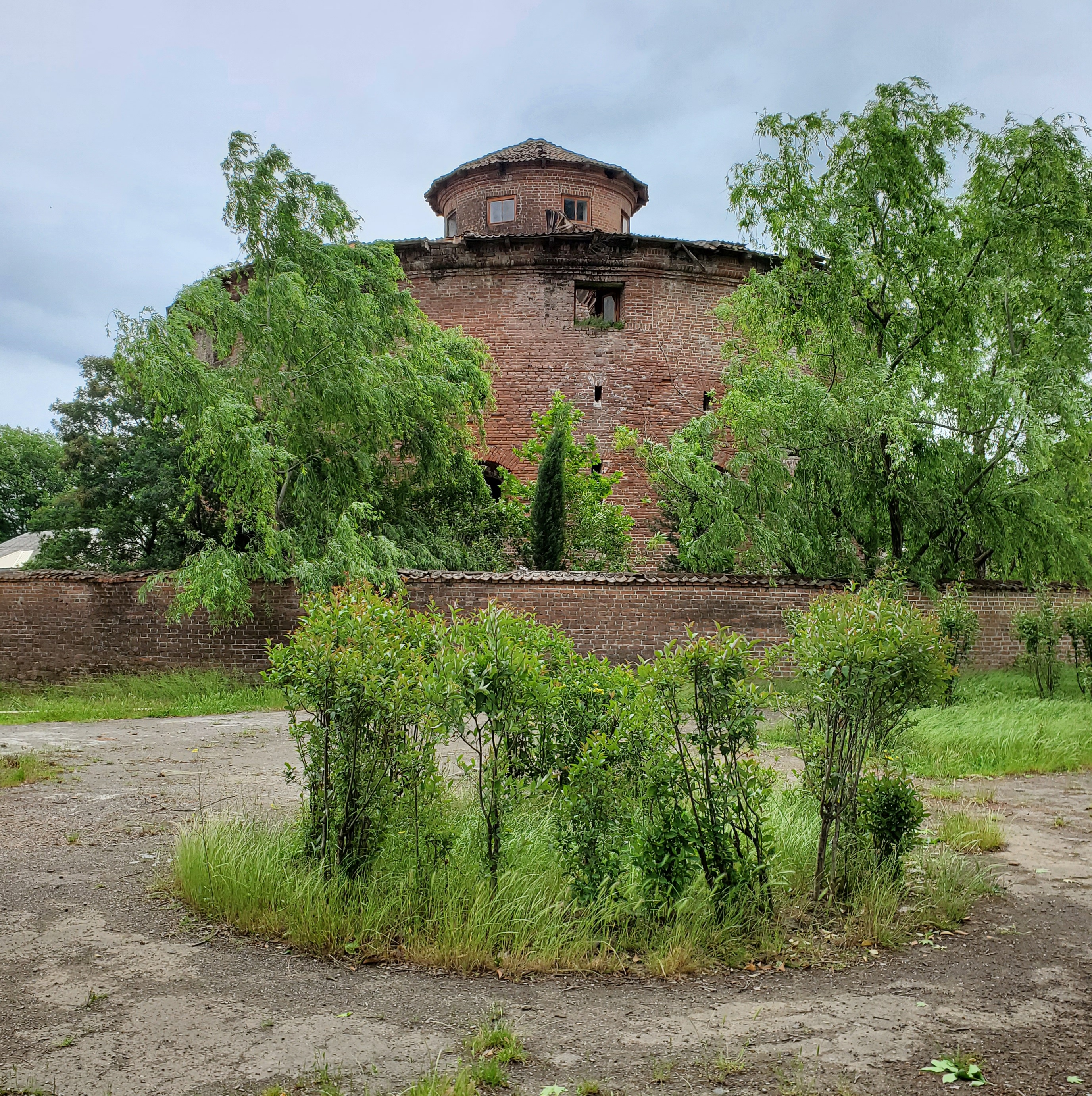
دژ زندان لنکران
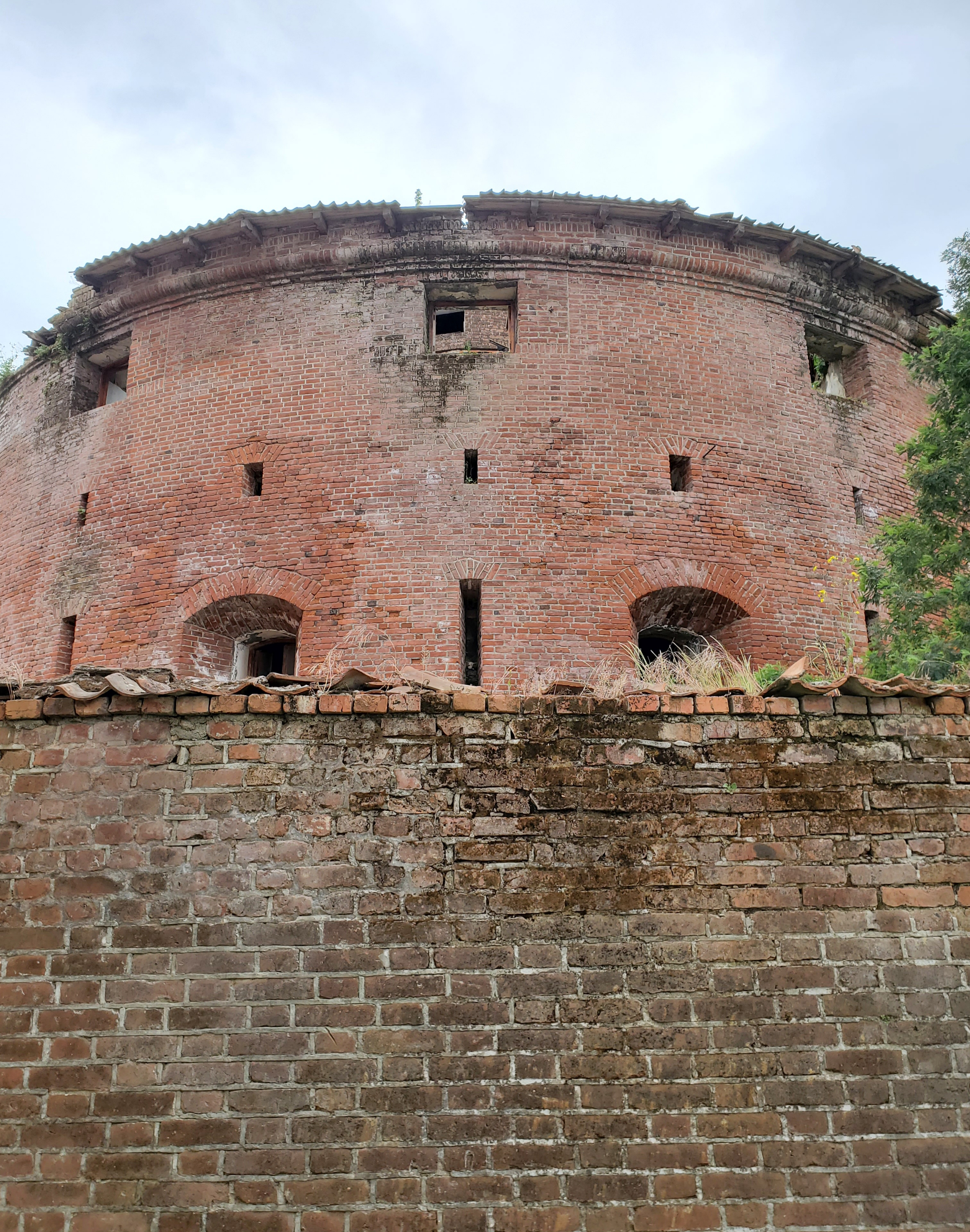
دژ زندان لنکران
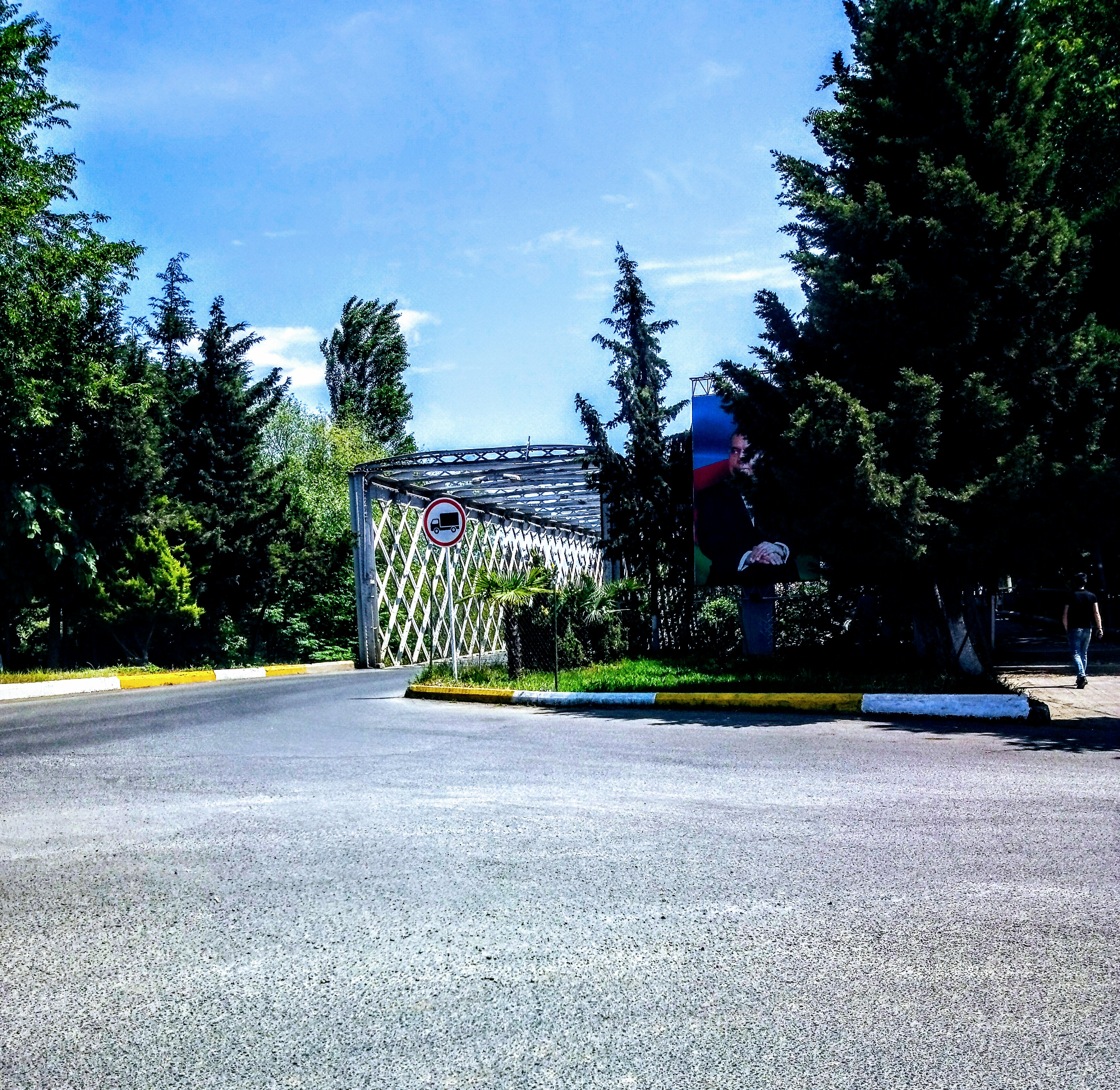
پل سوته‌مرداب
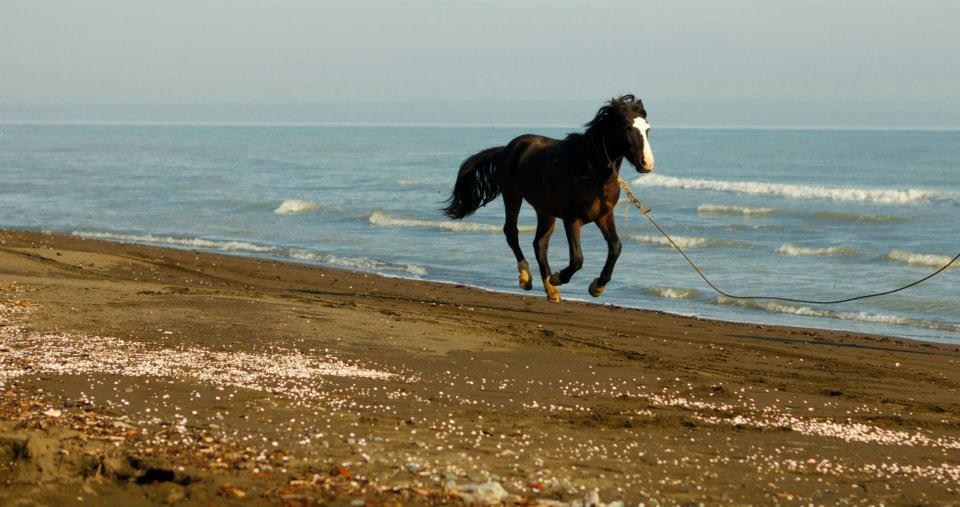
یک اسب کاسپی در ساحل لنکران

## خوانش بیش‌تر
- "Ленкорань". دانشنامه افرون و بروک‌هاوس: In 86 Volumes (82 Volumes and 4 Additional Volumes). St. Petersburg. 1890–1907.
- "Lankaran". The Columbia Electronic Encyclopedia (به انگلیسی). Columbia University Press. 2000.
- Akopyan, Alexander; Mosanef, Farbod (2013). "Coins of Langarkunān (Lankarān)". Journal of the Oriental Numismatic Society: 9–11.
- Asatrian, Garnik; Borjian, Habib (2005). "Talish and the Talishis (The State of Research)". Iran and the Caucasus. Brill. 9 (1): 43–72. doi:10.1163/1573384054068169.
- Shahvar, Soli; Abramoff, Emil (2018). "The Khan, the Shah and the Tsar: The Khanate of Talesh between Iran and Russia".  In Matthee, Rudi; Andreeva, Elena (eds.). Russians in Iran: Diplomacy and Power in the Qajar Era and Beyond. London: I.B. Tauris. pp. 24–48. ISBN 978-1-78673-336-8.
- Minorsky, V. & Elwell-Sutton, L.P. (1986). "Lankoran".  In Bosworth, C. E.; van Donzel, E.; Lewis, B. & Pellat, Ch. (eds.). The Encyclopaedia of Islam, New Edition, Volume V: Khe–Mahi. Leiden: E. J. Brill. pp. 656–666. ISBN 978-90-04-07819-2.
- John Clifton, Calvin Tiessen, Gabriela Deckinga, Laura Lucht (2005). "Sociolinguistic situation of the Talysh in Azerbaijan". Archived from the original on 2023-03-14. {{cite journal}}: Cite journal requires |journal= (help)نگهداری یادکرد:تاریخ و سال (link) نگهداری یادکرد:نام‌های متعدد:فهرست نویسندگان (link)
- Погосян, Гагик Гайкович (2011). "Некоторые документы по истории окончательного присоединения Талышинского ханства к Российской империи" (به روسی) (1) (Регион и мир ed.). {{cite journal}}: Cite journal requires |journal= (help)نگهداری یادکرد:تاریخ و سال (link)